# Kaspar Hauser

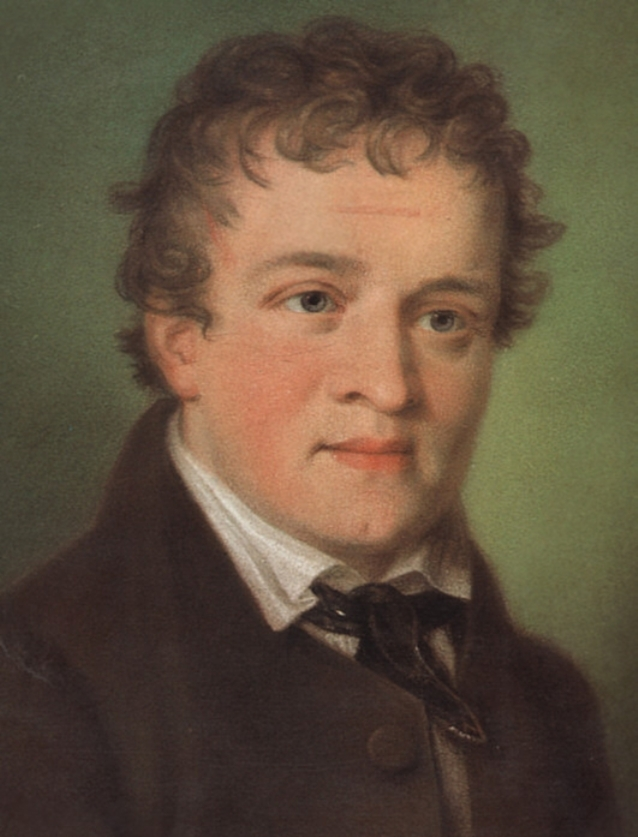
Kaspar Hauser, juni 1830, met litteken van de in 1829 opgelopen hoofdwond, door Johann Lorenz Kreul

Kaspar Hauser (30 april 1812 (naar verluidt) – Ansbach, 17 december 1833) was een Duitse vondeling van onbekende afkomst. De omstandigheden rondom zijn vondst, leven en dood bleken een mysterie en vormden aanleiding tot veel speculatie. Hardnekkige geruchten dat hij een zoon van groothertog Karel van Baden zou zijn konden uiteindelijk in 2024 definitief worden weerlegd.
De omstandigheden en raadsels rondom zijn herkomst, verschijnen en overlijden hebben van meet af aan de belangstelling gewekt van criminologen, historici en andere wetenschappers, en kunstenaars. Gedurende een kwart eeuw (van 1828 tot 1853) was hij waarschijnlijk de meest besproken Europeaan in de pers aan beide zijden van de Atlantische Oceaan.

## Leven

### Vondst

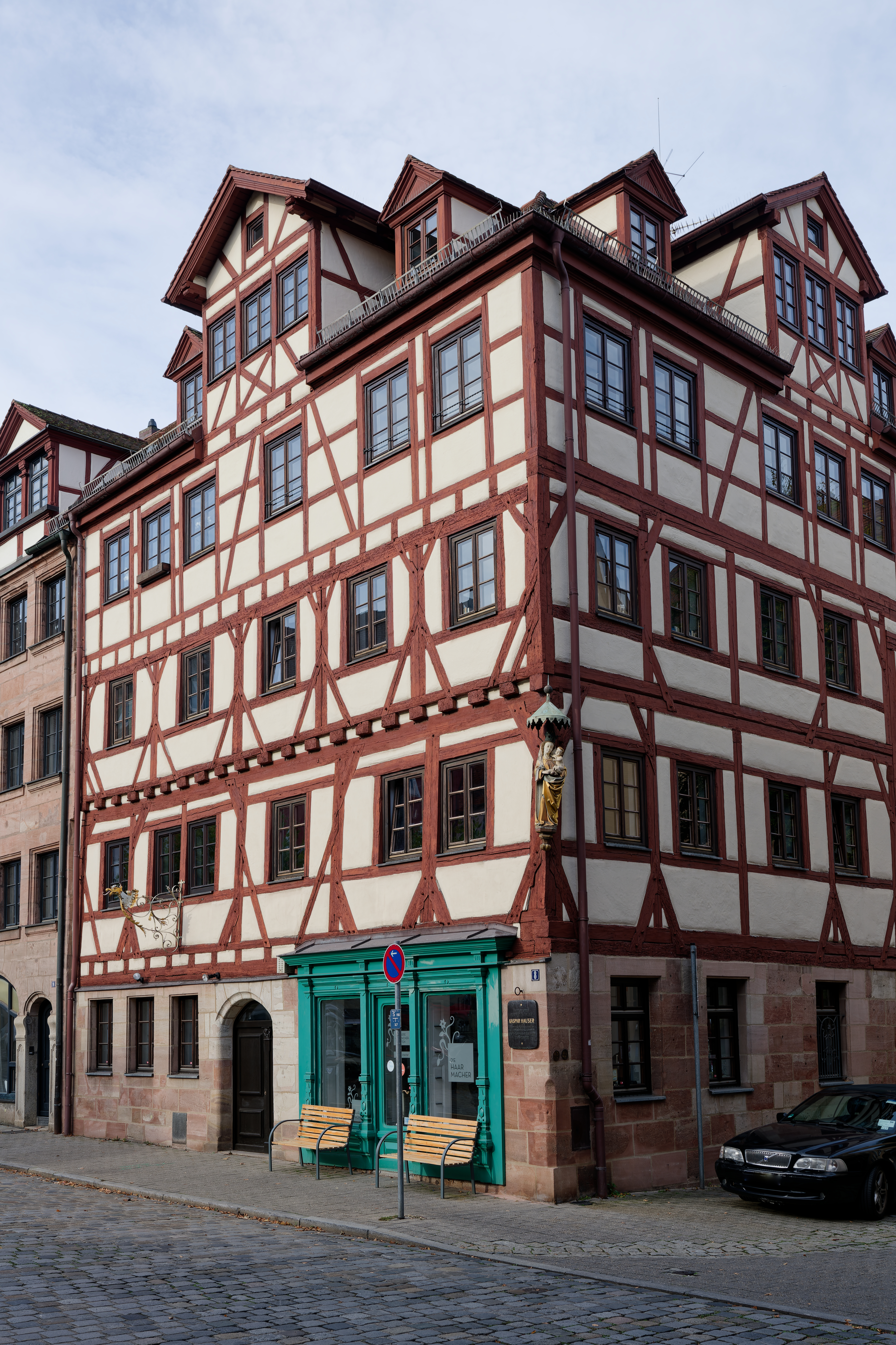
Unschlittplatz 8 Neurenberg, met gedenksteen vondst Kaspar Hauser

Op pinkstermaandag (26 mei) 1828 werd op de Unschlittplatz in Neurenberg, dat toen tot het Koninkrijk Beieren behoorde, een verwaarloosde jongen aangetroffen. Hij droeg boerenkledij en kon nauwelijks spreken. Hij verplaatste zijn voeten zonder goed te weten hoe hij moest lopen en begreep amper iets. Aanvankelijk dacht men dat hij dronken was omdat hij steeds dezelfde zinnen herhaalde, namelijk "ik wil zijn zoals mijn vader" en "ik wil een ruiter zijn, zoals mijn vader was". Hij zei dit in oud Beiers dialect en gaf aan zelf niet te begrijpen wat hij zei.
De jongen had twee brieven bij zich: de eerste, met als briefhoofd "Van de Beierse grens. De plaats is niet benoemd. 1828", was gericht aan de kapitein (op dat moment was dit Friedrich von Wessenig) van het 4e eskadron van het 6e cavalerieregiment, gelegerd in Neurenberg. Daarin stond dat de anonieme schrijver een arbeider was die vanaf 7 oktober 1812 voor hem gezorgd had en hem lezen, schrijven en de christelijke religie geleerd had, maar hem geen stap buiten de deur had laten doen. In de brief werd de kapitein verzocht om hetzij de jongen in dienst te nemen als soldaat, of hem anders weg te jagen of op te hangen. Een ander briefje, dat door de moeder van de jongen aan die anonieme verzorger zou zijn gericht, vermeldde zijn naam (Kaspar Hauser) en geboortedatum (30 april 1812) en de verklaring dat zijn vader een overleden cavalerie-officier was. Later stelde men vast dat het watermerk van dit papier onmogelijk al uit 1812 kon dateren.
De jongen werd door een schoenmaker naar von Wessenig gebracht en deze stuurde hem naar een politiepost in de Neutor, waar bleek dat hij ondanks zijn beperkte woordenschat zijn naam kon schrijven, het gebruik van geld kende, een paar gebeden kon opzeggen en enigszins kon lezen. Buiten enkele woordflarden kon hij niet spreken. Aanmoedigingen tot spreken leidden tot tranen en 'weet niet'. Hij was zeer klein, had blauwe ogen en krullend lichtbruin haar. Het enige dat hij als voedsel aannam was water en brood. Hij treurde om een houten paardje dat zijn enige metgezel was geweest.

### Curiositeit
De volgende twee maanden bracht hij door in een gevangenis voor landlopers, de toren Luginsland, waarvan hij wel zonder moeite de negentig treden kon beklimmen en waar hij goed verzorgd werd door het gezin van de bewaker, Andreas Hiltel. Daarna woonde hij bij verschillende weldoeners in en kreeg er sporadisch onderwijs.

Zes weken nadat Hauser was opgedoken maakte burgemeester Jakob Friedrich Binder de tot dan toe bekende informatie over hem voor het eerst openbaar. Hauser werd een bezienswaardigheid, hij werd officieel door de stad geadopteerd en aanvankelijk door de inwoners onderhouden.

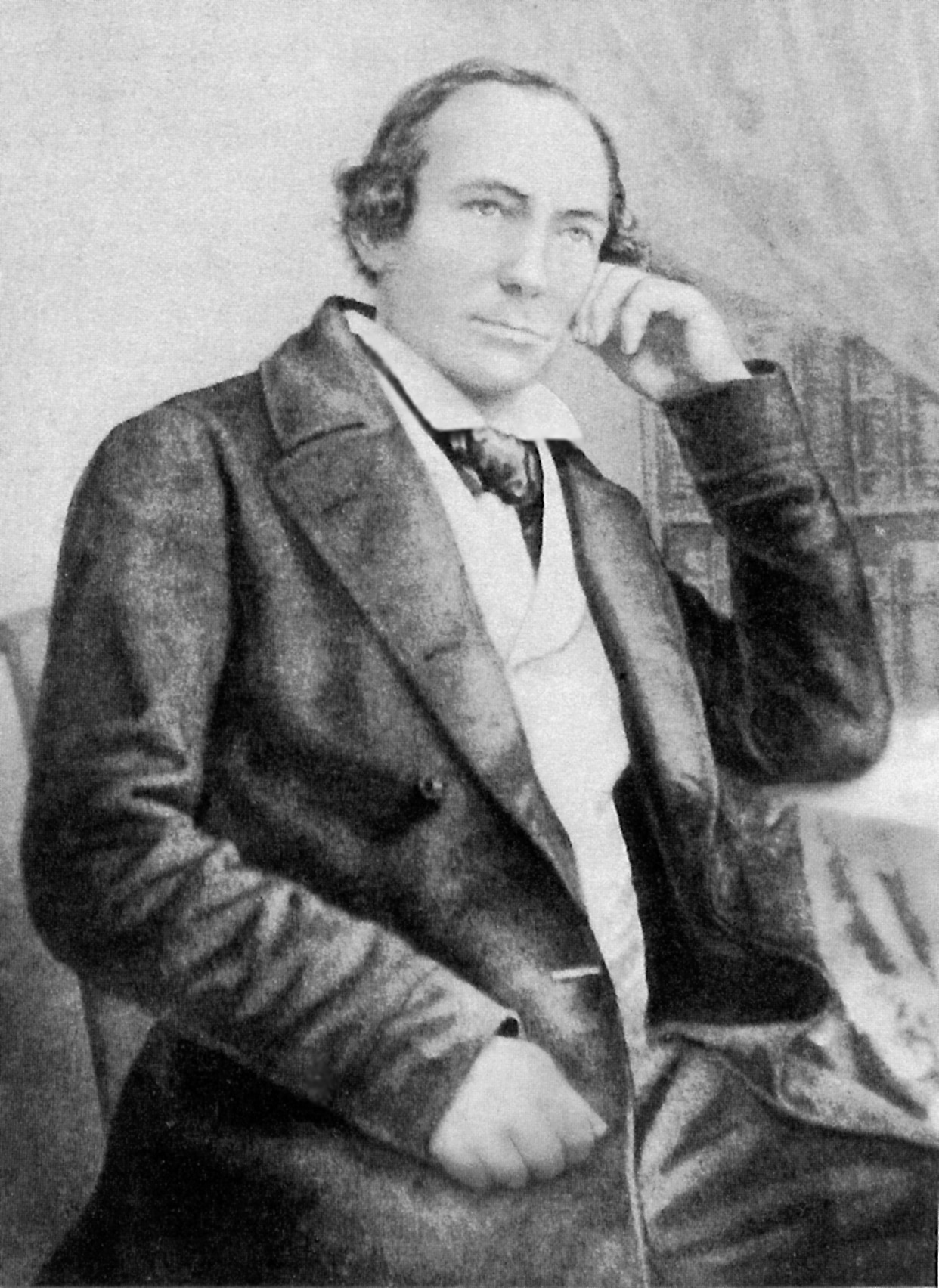
Georg Friedrich Daumer

Naar eigen zeggen had hij een groot deel van zijn jeugd geleefd in een donkere cel van zes à zeven voet lang (180-210 centimeter) en vier voet (120 centimeter) breed, zo laag dat hij er enkel half liggend in kon leven, met een vloer van aangestampte aarde en een bed van stro. Hij kreeg enkel water en roggebrood zonder iemand te zien, en werd soms verdoofd zodat men zijn kleren kon wisselen en zijn haar kon knippen. "Er waren twee minuscule ramen van acht tot negen duim (20 centimeter) hoog en breed. Er was niets in de gevangenis, behalve het stro waar ik op lag en zat, en de twee houten speelgoedpaarden, de speelgoedhond en de wollen deken. In de aarde naast mij was een rond gat waarin ik mijn behoeften deed. Verder was er nog de waterkruik, iets anders was er niet."
De eerste mens die hij, kort voor zijn vrijlating, had gezien hield steeds zijn eigen gezicht verborgen en had hem de zin geleerd "ik wil een ruiter worden zoals mijn vader", en had hem ook geleerd zijn naam, Kaspar Hauser, te schrijven. Uiteindelijk bracht deze man hem in de richting van Neurenberg, Hauser zei pas op deze tocht lopen en staan geleerd te hebben en flauwgevallen te zijn. Het volgende moment dat hij zich herinnerde was zijn wandeling in Neurenberg.

Zijn mentale toestand wekte de interesse van juristen, theologen en pedagogen die talrijke onderzoeken op hem uitvoerden en hem leerden spreken. Van 18 juli 1828 tot eind 1829 verbleef hij bij de godsdienstfilosoof en dichter Georg Friedrich Daumer, die hem leerde lezen en schrijven. Hauser mocht dan wel zestien jaar zijn, maar had een ontwikkelingsleeftijd van niet meer dan zes jaar. Toch had hij een uitstekend geheugen wat volgens burgemeester Binder, die ook veel tijd aan hem besteedde, erop wees dat hij van goede afkomst was. Hauser had aanvallen die later door sommige auteurs als epilepsie of catalepsie werden geïnterpreteerd. Door de goede zorgen van Daumer, die onder meer homeopathische behandelingen toepaste en door de aanmoedigingen om een dagboek bij te houden, fleurde hij op, terwijl hij volgens Daumer buitengewoon goed kon waarnemen, bijvoorbeeld armbewegingen die deze achter Hausers rug op een afstand maakte. Intussen  bleek hij ook een begaafd beeldend kunstenaar te zijn.

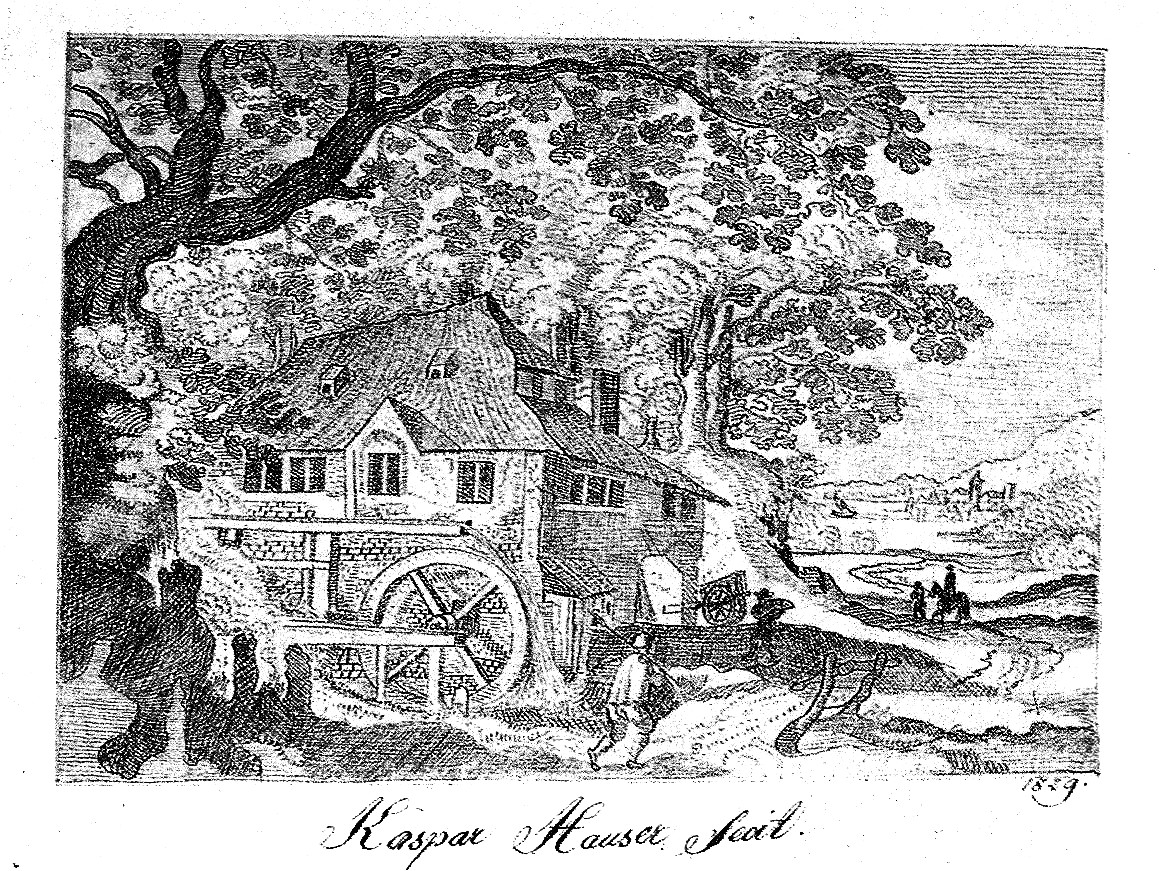
Potloodtekening van een watermolen, door Kaspar Hauser (1829)

De merkwaardige jongen trok veel belangstelling. Sommigen zagen hem aan voor een idioot, een wilde of een dolleman. Vanaf eind 1828 verschenen er in kranten binnen en buiten Beieren berichten over de geruchten dat hij een prins zou zijn: namelijk dat de troonopvolger (geboren 29 september 1812 en al snel, op 16 oktober, overleden) van groothertog Karel van Baden bij de geboorte in Karlsruhe verwisseld zou zijn voor een stervende andere baby, met als doel een zoon van Luise Karoline von Hochberg op de troon te brengen. De echte prins zou vervolgens verborgen in een kerker zijn grootgebracht. De overleden baby werd niet meer aan zijn moeder, Stefanie van Baden, getoond omdat deze toen te ziek was. Als dit gerucht waar was zou Kaspar Hauser tevens een neef zijn van koningin Caroline van Beieren. Maar er rezen ook snel verdenkingen dat Hauser een oplichter was, zoals de politieman Merker in 1830 al uitvoerig betoogde.
Paul Johann Anselm von Feuerbach, een beroemde advocaat en toenmalige voorzitter van het Beierse Hof van Beroep te Ansbach nabij Neurenberg, en bekend als de ontwerper van het zeer belangrijke democratische legaliteitsbeginsel, interesseerde zich sterk voor Hauser. Hij veranderde meermaals van mening over Hausers eventuele vorstelijke afkomst. In 1830 benoemde hij dit als een "romantisch gerucht", maar begin 1832 stelde hij in een geheime Memoire koningin Caroline van Beieren van zijn gewijzigde opvatting op de hoogte, namelijk zijn "sterke menselijke vermoeden, zoniet morele zekerheid" dat de geruchten naar zijn idee klopten, maar dat hij dit niet kon bewijzen. Anderzijds beklaagde hij zich rond diezelfde tijd tegenover zijn zoon over zijn sterk verslechterende verstandelijke vermogens.
Aan het verspreiden van mythen droeg ook bij dat Daumer vanaf 1830 in kranten en boeken een gedicht publiceerde dat Hauser al in het voorjaar van 1829 geschreven zou hebben, beginnend met de regel "Mijn eerste jaar begroet ik heden ...". Veel later is aan het licht gekomen dat dit gedicht bijna volledig is samengesteld uit plagiaatzinnen en eigenlijk door Johann Gottlob Trautschold geschreven was. Hauser schonk ook aan verschillende personen een uitbreiding ervan, nu met als titel "Een klein gedicht", maar ook de uitbreidingen bleken plagiaat, afkomstig van Karl Heinrich Grumbach  en van Karl Friedrich Müchler.
Ook presenteerde hij zogenaamd van hem afkomstige aforismen, die later enerzijds afkomstig bleken uit een vertaling van Seneca anderzijds van Johann Gottfried Herder. Hoe hij al deze bronnen kon vinden en gebruiken (al vanaf een jaar nadat hij opdook) is nooit opgehelderd.

### Verwondingen en overlijden
Op 17 oktober 1829 werd Hauser hevig bloedend in de kelder van Daumers huis aangetroffen, hij had een bijna zes centimeter lange snee in het hoofd. Volgens zijn beschrijving was hij, terwijl hij op het (buiten)toilet zat, door een gemaskerde, donker geklede man met een kapmes aangevallen. Voordat deze man aanviel, hoorde hij hem zeggen: "Je moet sterven voordat je de stad Neurenberg verlaat!" Hauser zei hem aan de stem te herkennen als degene die hem naar Neurenberg had gebracht. Na de aanslag was Hauser weer het huis ingegaan waar hij in paniek heen en weer zou hebben gelopen tussen zijn kamer op de eerste etage en diverse vertrekken, zonder naar andere aanwezige huisgenoten te gaan. Hij eindigde in de genoemde kelder.
De verwonding bloedde wel hevig maar was niet zo ernstig. Binnen een paar dagen was Hauser weer opgeknapt. Von Feuerbach, die toen nog alle vertrouwen in Hauser had, was van mening dat de wond met een scheermes in plaats van een (door Hauser beschreven en getekend) kapmes moest zijn toegebracht.
Meerdere getuigen dachten de man te hebben gezien. Een enkeling had ook een tweetal mannen bij de lokale fontein zien staan, handen wassend.

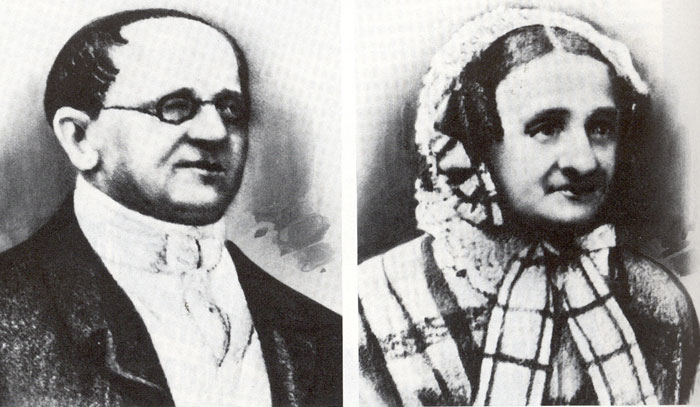
Johann Christian en Klara Biberbach, foto 19e eeuw

Kort daarvoor was er een ruzie geweest met Daumer, die hem als een bedrieger begon te beschouwen; na de vermeende aanslag vond diens familie het te zwaar om Hauser in huis te houden, hij werd tijdelijk in huis genomen door de familie Biberbach. Hoewel sommigen hem ervan verdachten zichzelf te hebben verwond begonnen de speculaties over zijn koninklijke afkomst na deze moordaanslag echt goed los te barsten, temeer daar koning Lodewijk I van Beieren nu het bevel had gegeven hem dag en nacht door twee politiemannen te laten bewaken. 

Op 3 april 1830 werd hij, alleen binnen in het huis van Biberbach, gewond aan het hoofd aangetroffen na een pistoolschot. Hij zei, bij een val vanop een stoel, houvast te hebben gezocht aan een pistool dat aan de muur hing, maar daarbij was dit afgegaan. De arts die hem onderzocht was van mening dat de (oppervlakkige) wond aan zijn hoofd niet door een kogel kon zijn veroorzaakt. Het gebeurde nadat de familie Biberbach hem verwijten had gemaakt over liegen, Klara Biberbach had het over zijn "afgrijselijke leugenachtigheid" en noemde hem "vol verwaandheid en boosaardigheid".

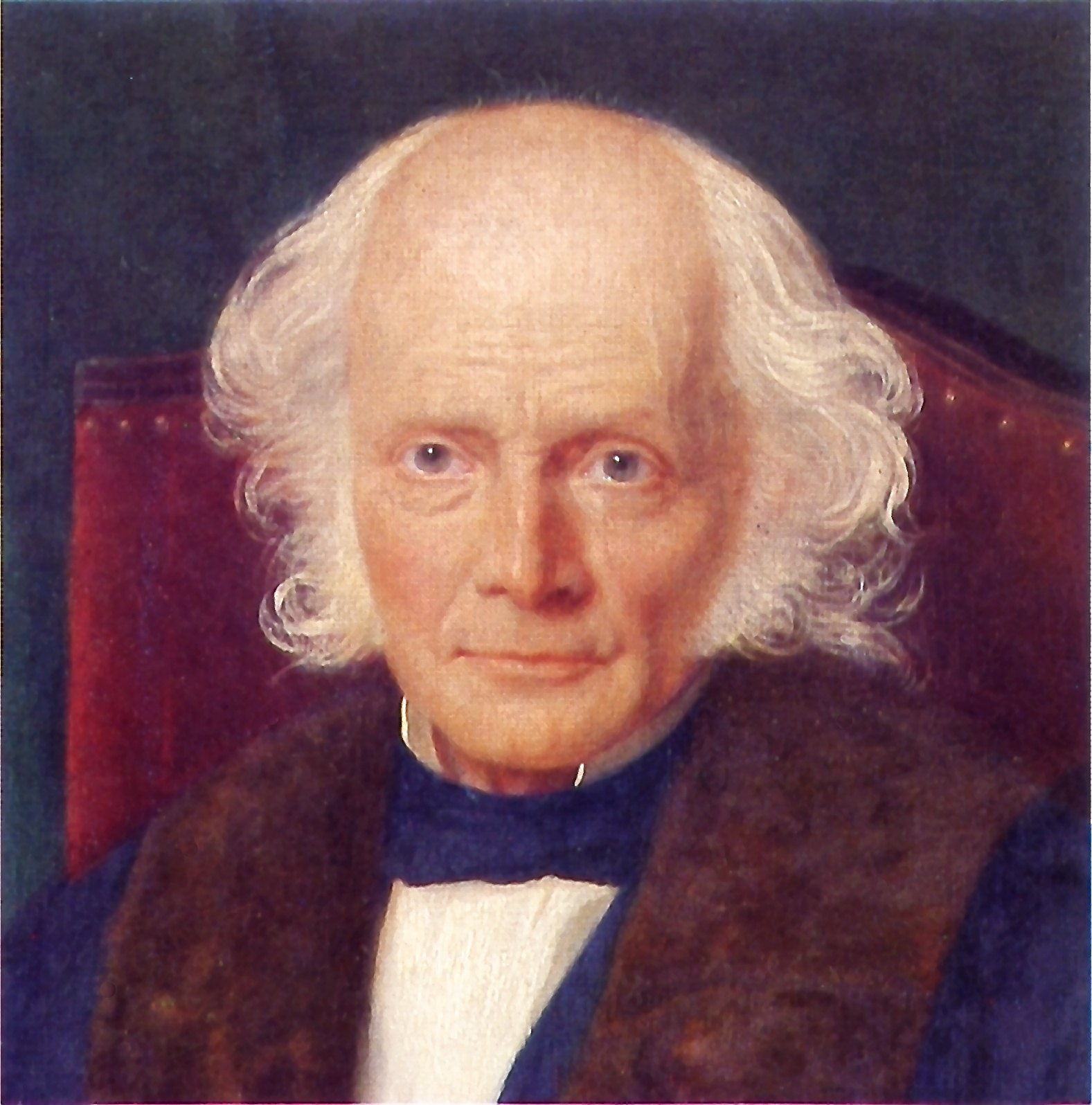
Gottlieb von Tucher (1798-1877)

Hauser werd daarop vanaf mei 1830 gedurende anderhalf jaar bij zijn voogd baron Gottlieb von Tucher ondergebracht, die hem een betrekking bezorgde als klerk bij het lokale justitiehuis. Men vond hem innemend van aard en hij bleek ook een hartstochtelijk danser. Maar ook Von Tucher beklaagde zich later over zijn buitensporige verwaandheid en leugenachtigheid. Hij bracht Hauser soms ook tijdelijk onder bij zijn moeder, behandelde hem strenger en beschermde hem veel meer tegen allerlei nieuwsgierigen. Von Tuchers zus, Maria Helena Susanna Tucher von Simmelsdorf, was de vrouw van Hegel. Voor zover bekend heeft Hegel (wiens zoons Karl en Immanuel trouwens ook nog even les hadden gehad van Georg Friedrich Daumer) echter nooit Kaspar Hauser persoonlijk ontmoet.

De Brit Philip Lord Stanhope kon wel met Hauser in contact komen en probeerde hem voor zich te winnen, hij gaf ook veel geld uit aan het achterhalen van zijn afkomst. Hij was van mening dat Hauser niets te maken had met Duitse adel, maar uit Hongarije kwam, deze had ook een keer verklaard dat zijn moeder een Hongaarse gravin was. Ze reisden daar samen twee keer heen, maar Hauser slaagde er niet in er iets te herkennen, wat Lord Stanhope op den duur ook deed twijfelen aan zijn geloofwaardigheid. Intussen had hij wel voorgesteld om niet alleen voogd te worden, maar Hauser ook te adopteren en later mee te nemen naar Engeland. Ter voorbereiding hierop bracht hij hem tijdelijk onder in Ansbach, bij de schoolmeester Johann Georg Meyer en diens vrouw Henriette Magdalene, en verstrekte vanaf december 1831 de financiële  middelen voor zijn opvang. Dit had als voordeel dat Hauser dan ook onder toezicht kon staan van von Feuerbach.

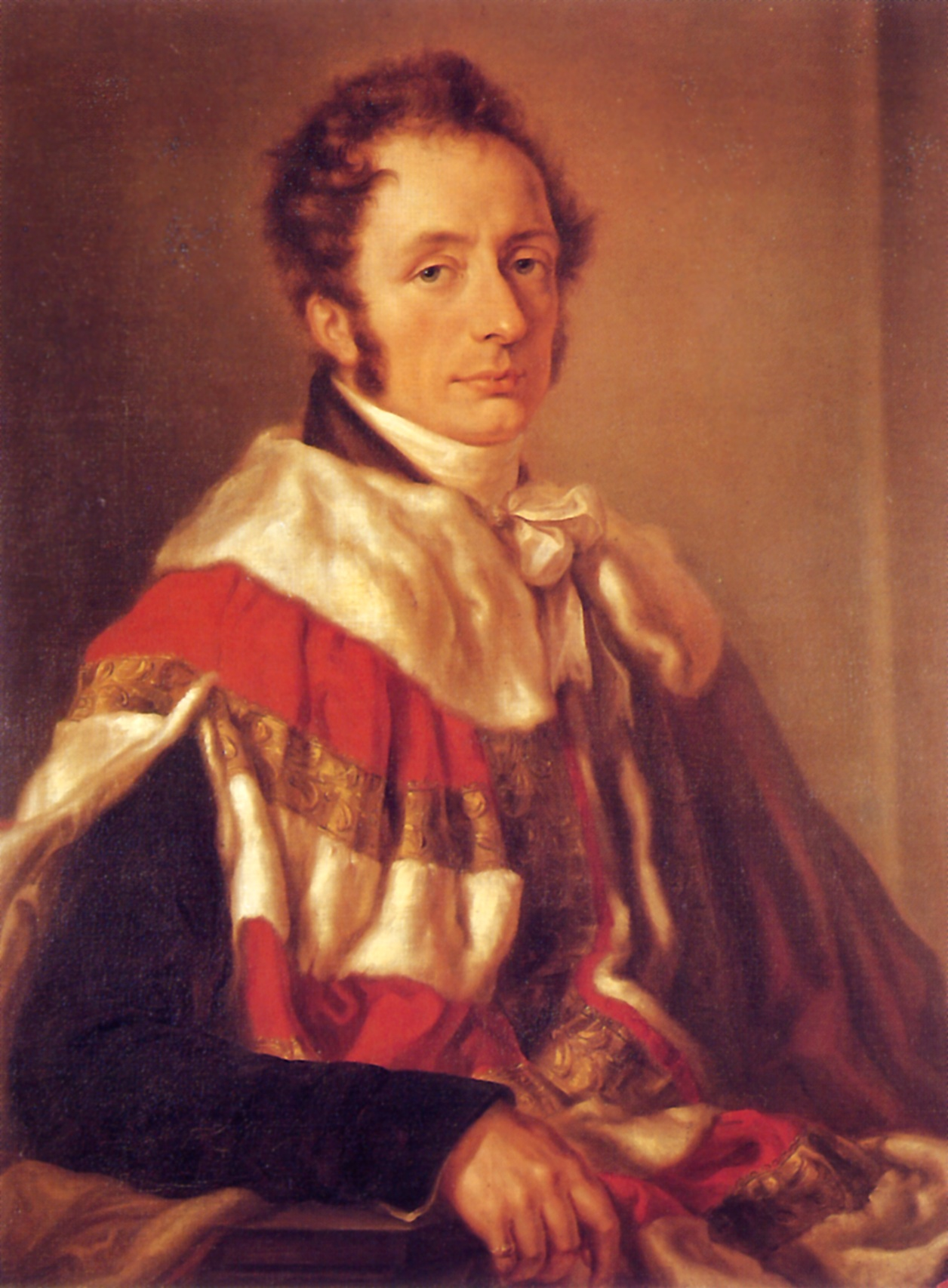
Philip Henry, 4e graaf van Stanhope (1781-1855)

In januari 1832 vertrok Stanhope uit Ansbach, onder de belofte snel terug te keren. Hij bleef in Hausers levensonderhoud voorzien maar is tijdens diens leven niet meer in Ansbach geweest. Pas na Hausers dood dook Stanhope weer op  hij publiceerde later een boek "omdat hij het als zijn plicht zag bekend te maken misleid te zijn" en distantieerde zich definitief van Hauser. Von Feuerbach overleed in mei 1833. Kort daarvoor was hij opnieuw van mening veranderd en had hij genoteerd dat "Hauser een sluw intrigerende zonderling was, een schurk, een nietsnut die ter dood gebracht zou moeten worden." Maar niets wijst erop dat hij deze conclusie tegenover Hauser liet merken, deze rouwde om Feuerbachs dood. Over von Feuerbach ontstond na zijn dood het gerucht dat hij vergiftigd zou zijn vanwege zijn inzet voor Hauser, doch hij overleed toen hij voor de derde keer een beroerte kreeg.
Naar aanleiding van Stanhopes verhoopte terugkeer rond Kerstmis had Hauser op 9 december 1833 een hevige ruzie met Meyer, die zich op zijn beurt al lang ergerde aan zijn uitvluchten en leugens en aangaf niet te weten wat hij tegen Stanhope moest zeggen. Op 14 december kwam Hauser thuis met een diepe steekwond in de borstkas. Hij zei naar de Schlossgarten (slottuin) van Ansbach te zijn gelokt met het voorwendsel dat de parkbeheerder hem de artesische bron zou laten zien, en daar met een mes gestoken te zijn door een onbekende man. Deze zou hem daarbij een tas hebben gegeven, die er vervolgens was achtergebleven; Hauser drong er sterk op aan de tas te zoeken, zonder de inhoud te benoemen. Voor hij drie dagen later aan de verwonding overleed had hij het nog onsamenhangend gehad over "schrijven met een potlood".

Een politieman zag in de besneeuwde slottuin voetstappen van slechts één persoon en vond er een lilakleurig damestasje met daarin een in spiegelschrift (en potlood) geschreven briefje. Het was driehoekig gevouwen - volgens de daarvan schrikkende Henriette Meyer (die juist wel een hartelijk contact met hem had) de typische manier waarop Hauser brieven hanteerde - en bevatte een paar voor hem kenmerkende fouten. Hij bleek van tevoren geoefend te hebben met spiegelschrift en bovendien ging de schrijver er duidelijk van uit dat Hauser wat als een moordaanslag moest gelden zou overleven: "Hauser zal jullie heel precies kunnen vertellen hoe ik eruit zie en waar ik vandaan kom. Maar om Hauser de moeite te besparen zal ik het jullie zelf zeggen, waar ik vandaan kom__. Ik kom van van___ de Beierse grens__Bij de rivier_____Ik wil jullie ook nog wel de naam zeggen: M. L. Ö."

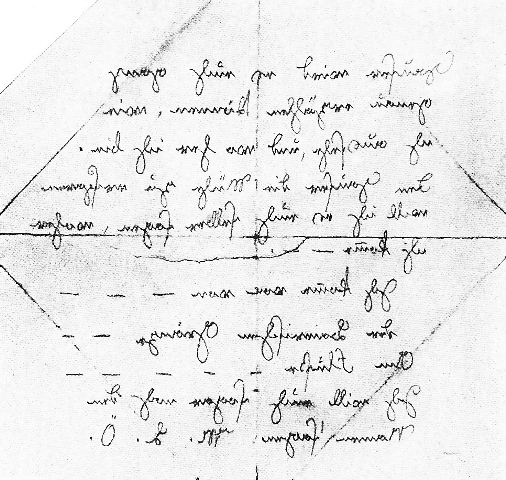
Volgens Kaspar Hauser de (in spiegelbeeld geschreven) brief van zijn moordenaar

In het originele autopsierapport, dat is opgemaakt door de drie uitvoerende artsen, werd verklaard dat hij door moord om het leven was gekomen. Zelfmoord werd gezien de kracht en de hoek van de wond uitgesloten. In een naast het officiële rapport opgenomen verklaring van een van de drie artsen die de autopsie uitvoerden werd dit echter tegengesproken. 
Koning Lodewijk loofde nu een som van 10.000 Beierse gulden uit voor het vinden van de dader, zonder resultaat. Later verklaarden Stanhope en Meyer dat de doodsoorzaak zelfmoord was geweest. Veel auteurs zijn van mening dat zijn dood veroorzaakt is door een fataal afgelopen automutilatie.
In Ansbach, waar Kaspar Hauser dodelijk verwond werd, kwam later een monument waarop in het Latijn staat 'Hic occultus occulto occisus est' oftewel: 'Hier werd een geheimzinnige op geheimzinnige wijze om het leven gebracht'.

## Thema's

### 'Levende legende' en 'Kind van Europa'
Een aantal zaken maakten Hauser opvallend. Zoals hierboven gezegd leefde hij naar eigen zeggen vijftien jaar in een donkere cel omgeven door een houtstapel. Daar had hij geleerd om heel goed in het donker te zien. Toen men hem op het plein in Neurenberg aantrof had hij het ontwikkelingsniveau van een vierjarige en kon nauwelijks lopen of praten. Opvallend was dat hij wel zijn eigen naam kon schrijven. Door de snel ontstane geruchten en vanwege de normale menselijke zucht naar sensatie werd Hauser al snel beroemd. Er werd wel gezegd, dat hij alles deed om aandacht te krijgen. Hij stond bekend als een 'Levende legende'. Vanwege zijn faam trokken mensen uit heel Europa naar Neurenberg om Kaspar te zien. Vandaar dat hij ook wel 'Kind van Europa' genoemd werd.
| Op Hausers grafsteen: (in het Latijn)                                                        | Vertaling:                                                                                          |
| Hic jacet Casparus Hauser, aenigma sui temporis, ignota nativitas, occulta mors. MDCCCXXXIII | Hier ligt Kaspar Hauser, Een raadsel van zijn tijd, zijn geboorte onbekend, zijn dood duister. 1833 |

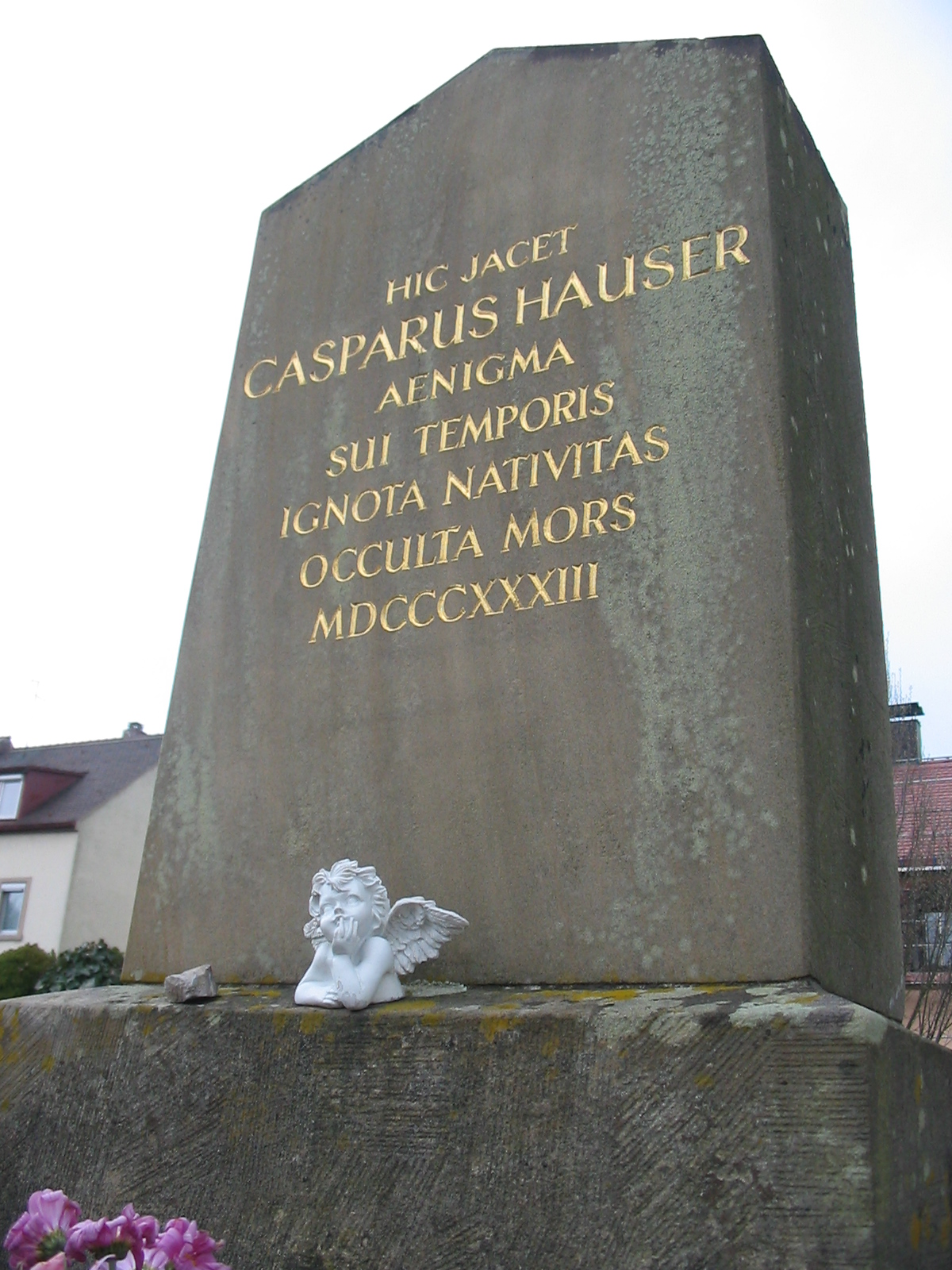
Graf van Kaspar Hauser in Ansbach

Zijn laatste woorden waren: "Ik heb het zelf niet gedaan".

### Misdaad tegen de ziel
Anselm von Feuerbach publiceerde in 1832 over Kaspar Hauser een uitvoerig verslag, opgedragen aan Stanhope, met als ondertitel Voorbeeld van een misdaad tegen de ziel van een mens.

Volgens Von Feuerbach was Hausers gedrag aanvankelijk vermoedelijk hetzelfde als in de kerker. Hij zat in het donker op de vloer, zijn benen uitgestrekt voor zich. Hij speelde vooral met een speelgoedpaardje dat hij vol overgave voedde en zijn drinken gaf. Toch hechtte hij zich snel, eerst aan Julius, het zoontje van de gevangenisofficier, en aan anderen, van wie hij taal leerde. Aanvankelijk 'hoorde hij zonder te begrijpen' en 'zag zonder waar te nemen', maar hij was zeer leergierig en gehoorzaam. Hij bleek namen en titels van mensen goed te onthouden, wat hem sympathiek maakte. De herinnering aan de periode in de kerker verdween relatief snel. Door de gezonde(re) voeding en aandacht bloeide Hauser zowel fysiek als intellectueel op. Hij groeide en nam in vrij korte periode veel kennis op.

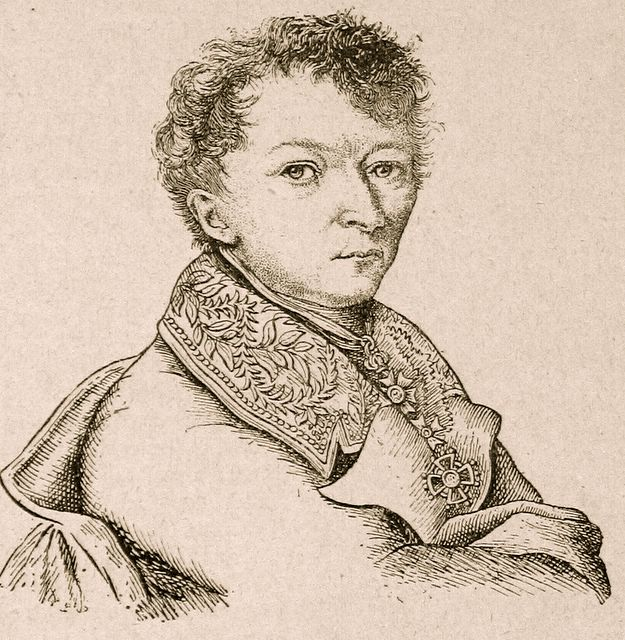
Paul Johann Anselm von Feuerbach (1775-1833)

Feuerbach was vooral geïnteresseerd in de zintuiglijke mogelijkheden van Hauser, die volgens hem nog niet afgestompt waren. Hauser gaf de indruk nog maar net op de wereld te komen. Hij kon nog perfect waarnemen, maar ook hier paste hij zich vrij snel aan waardoor de scherpte van zijn waarneming geleidelijk afnam. Hij leek geen afmetingen of diepte te kunnen schatten. Ook het verschil tussen kunst en natuur, mens en dier was iets dat hij moest leren. Orde en netheid hoefde hij niet te leren; orde was voor hem bijzonder belangrijk.
Na een maand begon Hauser dromen weer te geven, waarbij hij eerst leek te denken dat dromen echte gebeurtenissen waren (hij vertelde hierover als: "Er is mij gedroomd"). Ook de innerlijke wereld van de geest leek hem lang vreemd. Pas een jaar na zijn 'geboorte' leek hij te beseffen dat hij zo lang opgesloten was geweest, of toonde hij althans verdriet en verontwaardiging hierover.
Ondanks al deze ontwikkelingen bleef Hauser een vreemde door zijn houterige motoriek, zijn stuntelige en simpele taal, zijn scherpe stem, zijn gewoonte om alles letterlijk op te vatten en door zijn merkwaardige oordelen, vaardigheden en emoties. Bovendien was hij ongelooflijk verlegen en tegelijk enorm zelfbewust en roekeloos. Het ontbrak hem aan humor, maar niet aan gezond verstand.

### Erfprins of bedrieger

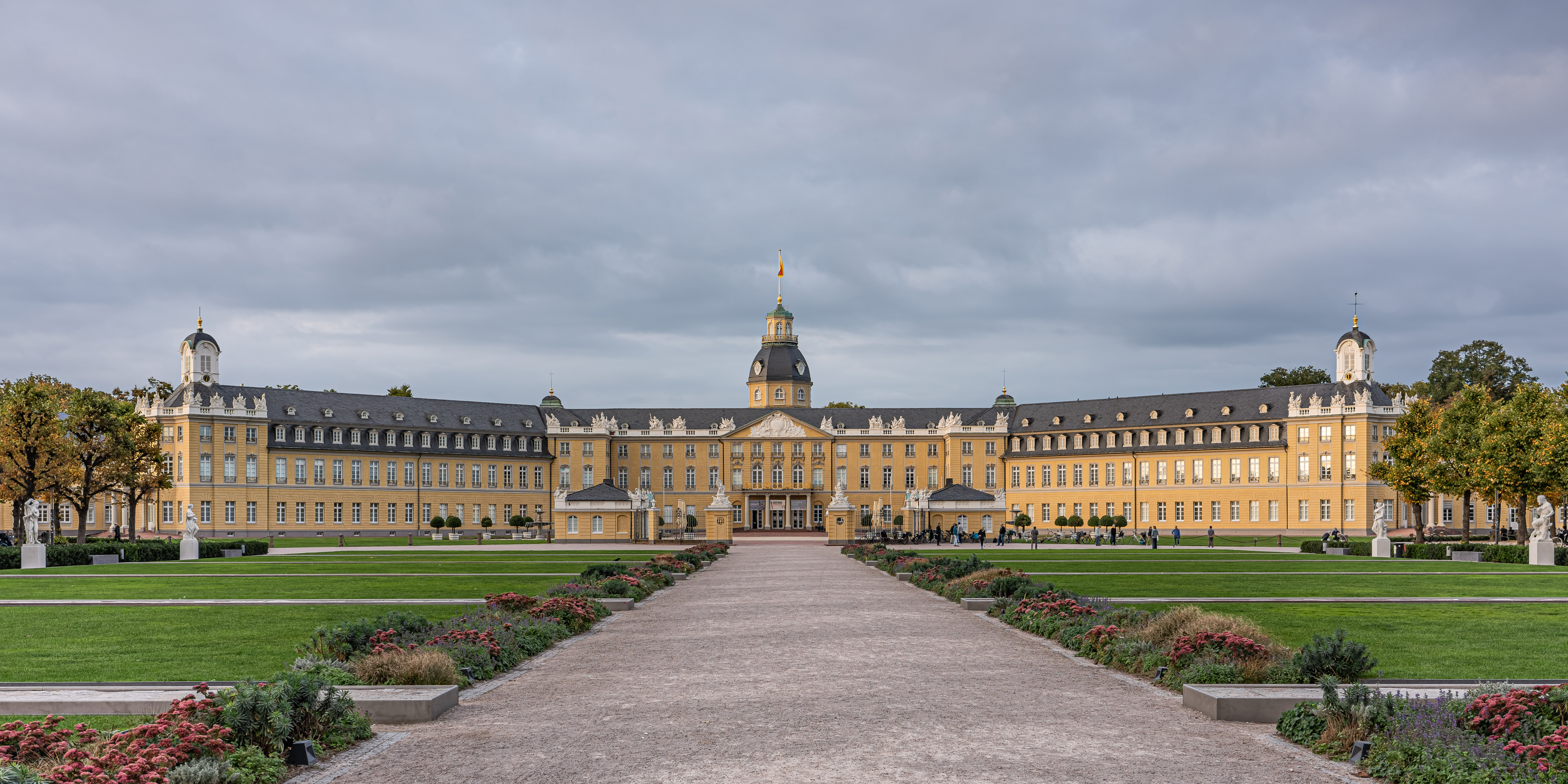
Het slot in Karlsruhe, gebouwd van 1746 tot 1785

Ondanks de onwaarschijnlijkheid dat men een baby ongemerkt in en uit het slot van Karlsruhe zou hebben kunnen smokkelen bleef de discussie over de vraag of Kaspar Hauser al of niet een Badense prins was ook na zijn dood nog gedurende bijna twee eeuwen doorgaan. Zelf heeft Hauser geen enkele aanspraak in die zin geuit. De opvatting werd in 1859 nieuw leven ingeblazen door een boek van de onder het pseudonym "F.K. Broch" schrijvende Georg Friedrich Kolb, waartegen Meyers zoon Julius in 1872 sterk in verzet kwam.
In 1803 had koning Maximiliaan I Jozef van Beieren de rechterrijnoever van de Palts moeten afstaan aan het groothertogdom Baden maar zijn regering - en vooral die van zijn opvolger Lodewijk I van Beieren - probeerde dit gebied op alle mogelijke manieren terug te winnen, mede ook door het hof in Karlsruhe in diskrediet te brengen.
De theorie dat Hauser een Badense prins was werd van 1868 tot 1875 ook om deze politieke redenen nadrukkelijk verdedigd in de Frankfurter Zeitung, zelfs onder vorm van een feuilleton met de titel "Erbprinz oder Betrüger". Uiteindelijk probeerde de Badense regering de polemiek tot bedaren te brengen door in de Allgemeine Zeitung op 3 juni 1875 dokumenten te publiceren over onder andere de nooddoop en autopsie van de in 1812 overleden prins; maar ook de zorgvuldige weerlegging van de theorie door Staatsanwalt Otto Mittelstädt in 1876 bracht de geruchten niet tot zwijgen.

De argumenten van Mittelstädt werden nochtans duidelijk ondersteund door in oktober 1812 geschreven brieven van de grootmoeder, markgravin Amalia van Hessen-Darmstadt, die zowel bij de geboorte als de dood van de prins aanwezig en ook in de dagen eromheen zeer veel bij zijn verzorging betrokken was. Ze beschreef hem als lijkend op zijn vader maar uitzonderlijk groot en dik, "van het Badense slag". Dat zijn ziekte dodelijk zou aflopen bleek pas op de laatste dag. Ook de vroedvrouw die de nooddoop verrichtte had de verwisseling moeten opmerken. 

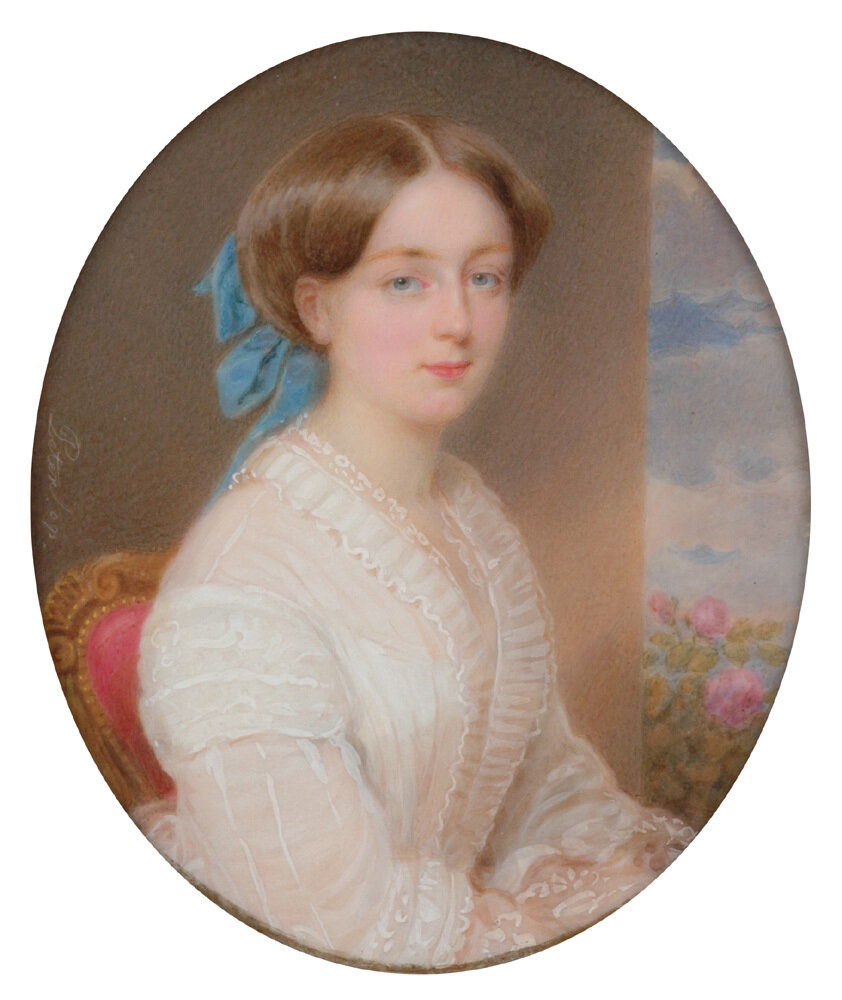
Marie Hamilton, miniatuurschilderij (ca. 1850) door Emanuel Thomas Peter

Aanhangers van de prins-theorie vonden steun in het feit dat koningin Caroline, Stephanie van Badens dochter, sterk bij het lot van Kaspar Hauser betrokken was terwijl ook haar nicht Marie Hamilton verklaarde dat hij wel degelijk haar broer was. Nochtans was er ten tijde van de fatale verwonding van Hauser geen enkele reden voor de familie meer om hem uit de weg te ruimen, integendeel: de graaf van Hochberg (inmiddels Leopold) was in 1818 door de Europese grootmachten op het Congres van Aken als de rechtmatige groothertog van Baden erkend; rond Kaspar Hauser was de publieke ophef toen afgenomen; en zijn dood zou de geruchten en verdenkingen - ook vanwege de vele sterfgevallen in de Hochbergdynastie - weer nieuw leven inblazen.
Een overtuigd verdediger van de theorie was in de twintigste eeuw Hermann Pies.
In 2023 wezen Habicht en zijn medewerkers op het belang van de pokkenvaccinatielittekens, die Feuerbach op beide armen van Hauser opmerkte. Verplichte vaccinatie tegen pokken werd in 1807 al in Beieren opgelegd, een jaar nadat het nabijgelegen Zwitserse kanton Thurgau als eerste die maatregel invoerde. In 1815 volgden de groothertogdommen Baden en Hessen dit voorbeeld. Het feit dat Hauser gevaccineerd was maakt het zeer onwaarschijnljk dat hij onafgebroken in een kerker verbleef: een verzorgende moest hem naar een gespecialiseerd centrum hebben gebracht, waar de methode eruit bestond vocht uit de arm van een met koepokken besmette volwassene aan te brengen in een oppervlakkige snee in de arm van de te vaccineren persoon (arm-in-arm methode).

### DNA-onderzoek

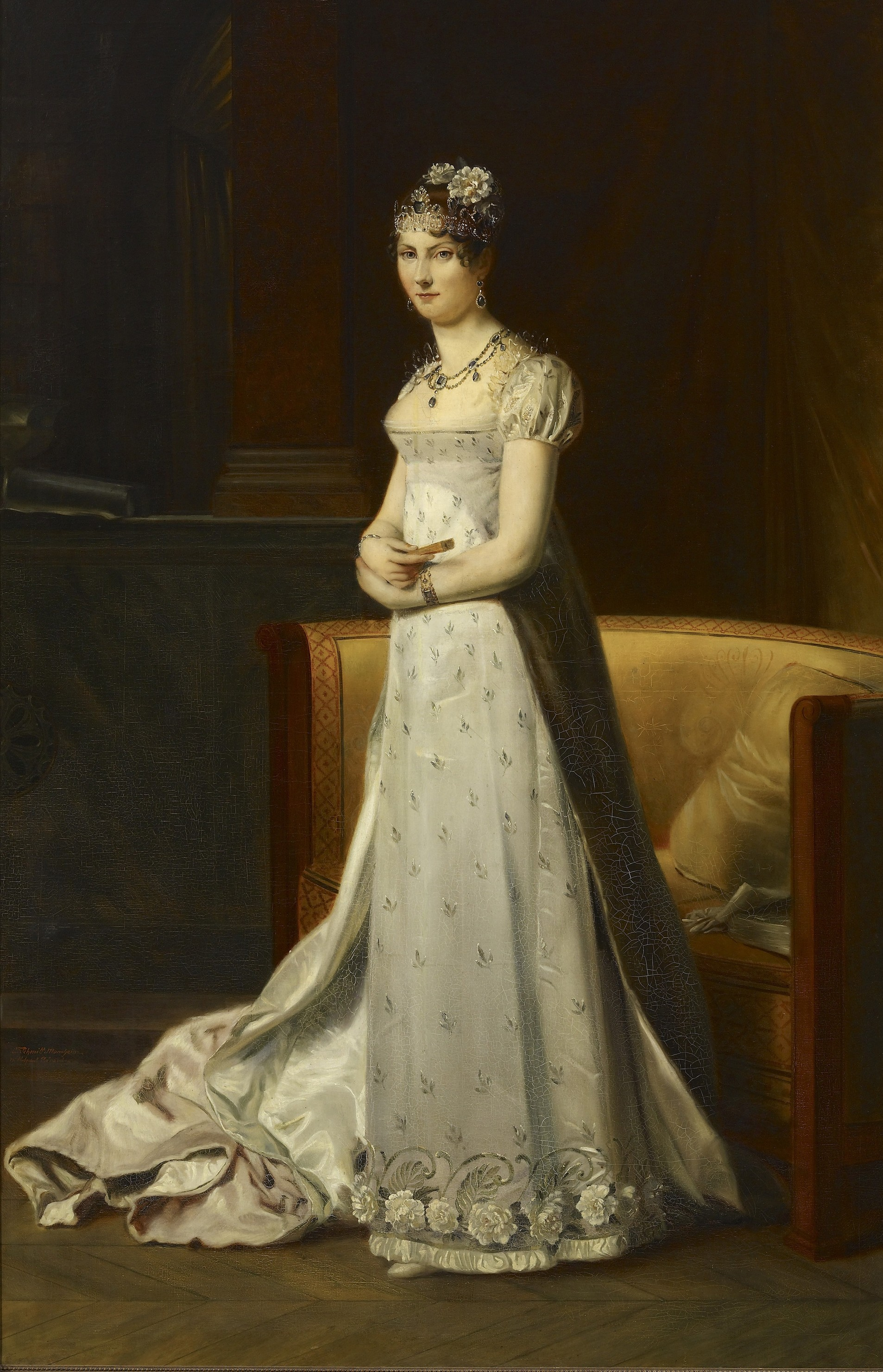
Stephanie van Baden (1789-1860), schilderij door François Gérard

Gedurende bijna twee eeuwen probeerde men te achterhalen waar Kaspar Hauser vandaan kwam en wie hij nu eigenlijk was. Dit zou met modern DNA-onderzoek kunnen worden achterhaald. In de laatste drie decennia hebben drie van zulke onderzoeken plaatsgevonden: aan de Ludwig Maximilians-Universiteit in München; enkele jaren later, aan het Institut für Rechtsmedizin van de Wilhelms-Universiteit in Münster, Westfalen; ten slotte kon op basis van nieuw onderzoek in 2019-2022 (in drie verschillende laboratoria) met behulp van next-generation sequencing een eventuele verwantschap met het huis van Baden worden uitgesloten.

#### Universiteit van München
In 1996 werd een genenanalyse (DNA-onderzoek) verricht volgens de methode van Frederick Sanger. Dit onderzoek, in opdracht van het Duitse blad Der Spiegel, vond in het geheim plaats aan de Ludwig Maximilians-Universiteit, in samenwerking met de Britse Forensic Science Service.

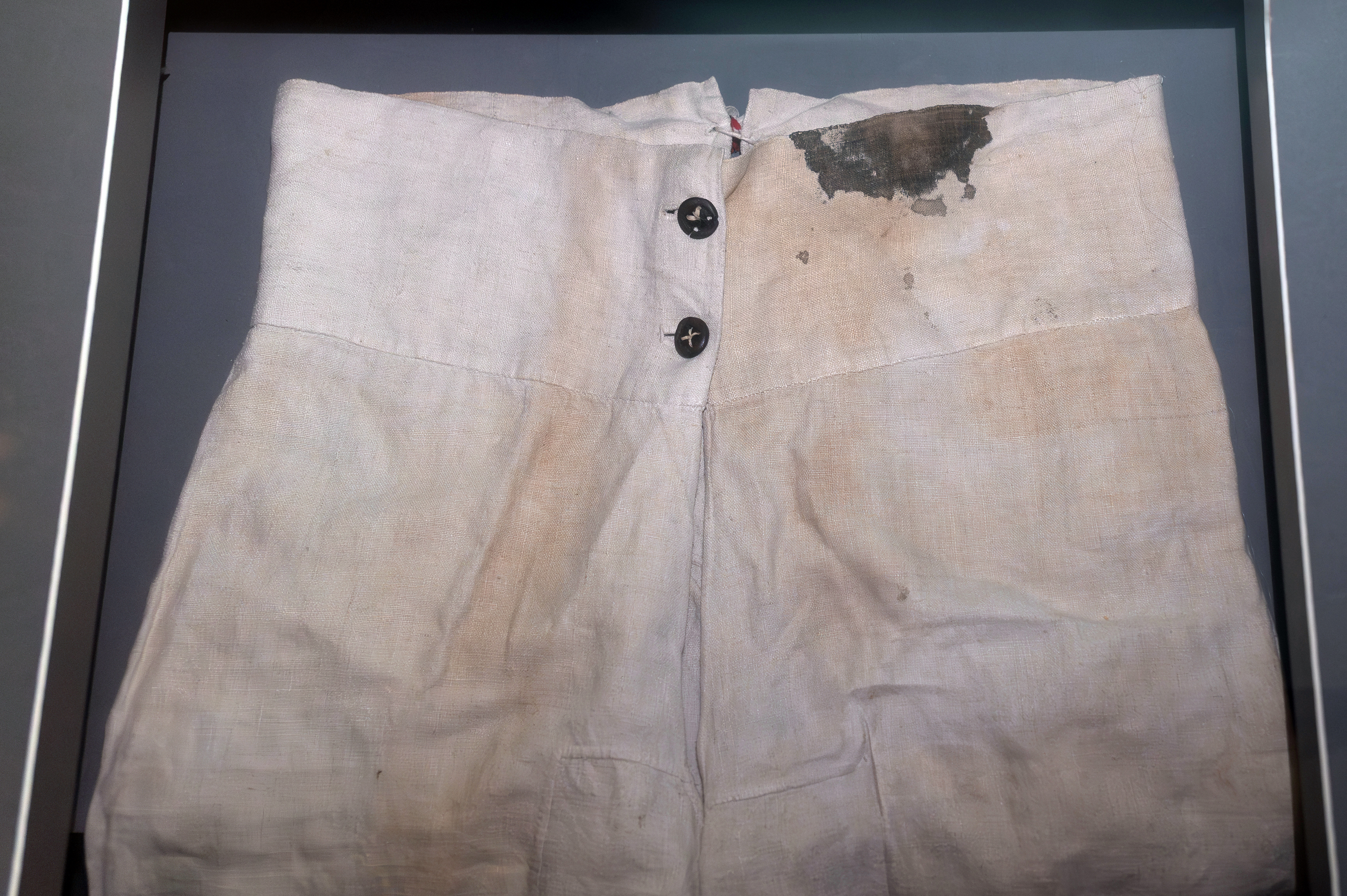
Kaspar Hausers onderbroek met bloedvlek

Als gevolg van de messteek was er bloed in Hausers kleren en vooral in zijn onderbroek terechtgekomen. Zijn kleding is samen met andere eigendommen in goede staat bewaard gebleven in het Markgrafenmuseum in Ansbach. Te zien was dat hij door een enkele messteek links in de borstkas verwond was. De bloedvlekken in de bovenkleding waren verbleekt maar in de onderbroek was een bloedvlek met een oppervlakte van 10 cm². Het bloed bevond zich op twee lagen, de binnenste en buitenste laag van de bovenrand. Deze lagen zijn gescheiden en om contaminatie van buitenaf, of beschadiging door bijvoorbeeld zonlicht, zoveel mogelijk uit te sluiten werd enkel de binnenste laag voor het genetisch onderzoek geselecteerd. Beide laboratoria namen onafhankelijk van elkaar materiaal uit twee aparte weefselstukken hiervan, elk van 4 cm².
Bij de analyse die verricht werd maakte men gebruik van mitochondriaal DNA van twee vrouwelijke afstammelingen van groothertogin Stephanie van Baden, namelijk Stephanie von Zallinger zu Stillendorf (1928-1998) en gravin Hamilton. De genetische code van het mitichondriale DNA van de mens is alleen erfelijk in de vrouwelijke lijn en kan enkel door een eventuele mutatie verschillen.
Volgens dit in 1996 verrichte DNA-onderzoek was het 'Kind van Europa' niet de zoon van Karel en Stephanie van Baden. Beide laboratoria stelden vast dat de mitochondriale DNA-sequenties van de twee Badense afstammelingen volkomen identiek waren en dus in de tien generaties sinds Stephanie van Baden niet waren gemuteerd. Dit betekent dat die sequentie onmogelijk ook bij haar oudste zoon veel hiervan kan hebben afgeweken, terwijl het DNA uit de onderbroek van Hauser op vier punten hiervan verschilde.

#### Wilhelms-Universiteit in Münster
In 2002 maakte Gabriele Wengler voor ZDF een documentaire met als titel "Mordfall Kaspar Hauser". In samenhang hiermee deed professor Bernd Brinkmann van het instituut voor forensische medische wetenschap van Münster nieuw DNA-onderzoek. Hij gebruikte drie van Hausers haarlokken, lichaamscellen van de zweetband van Hausers hoge hoed en materiaal van een andere bloedvlek op Hausers kleding. Over de vraag of al dit materiaal van dezelfde persoon afkomstig bleek deden Der Spiegel en hij tegenstrijdige uitspraken.
Hij vergeleek zes verschillende DNA-monsters van Hauser met het DNA van Astrid von Medinger (1954-2002, dochter van Stephanie von Zallinger zu Stillendorf). 
Brinkmann kwam onder andere tot de conclusie dat het DNA van het door hem onderzochte bloed afweek van dat in 1996. De uiteindelijke resultaten bleken echter te tegenstrijdig om er conclusies uit te kunnen trekken. Dit onderzoek werd overigens ook nooit in een wetenschappelijk tijdschrift gepubliceerd.

#### Next-generation sequencing
In de publicatie van 2024 waren alle voorgaande onderzoeken betrokken; er werden goed gedocumenteerde haarcellen van Kaspar Hauser vergeleken met de eerdere bloedmonsters en met onder andere wangslijmvliescellen van Stéphanie Bougaran, die rechtstreeks in vrouwelijke lijn afstamt van de betovergrootmoeder van Stephanie van Baden. Hieruit bleek dat haarcellen en bloedmonsters hetzelfde DNA bevatten. Tevens werd in het mitochondriale DNA van Kaspar Hauser haplotype W vastgesteld en in dat van de afstammelingen van Stephanie van Baden haplotype H1bs, waarmee hun eventuele onderlinge verwantschap definitief wordt uitgesloten.

#### Andere onderzoeksmogelijkheden
DNA-onderzoek naar de inhoud van Hausers graf is moeilijk uitvoerbaar. Tijdens de Tweede Wereldoorlog vond een bominslag plaats op het kerkhof waar hij begraven was en vervolgens tegelijk met anderen herbegraven. De identiteit van de stoffelijke overschotten die zich in Hausers graf bevinden is daardoor onzeker.

### Psychiatrische aspecten

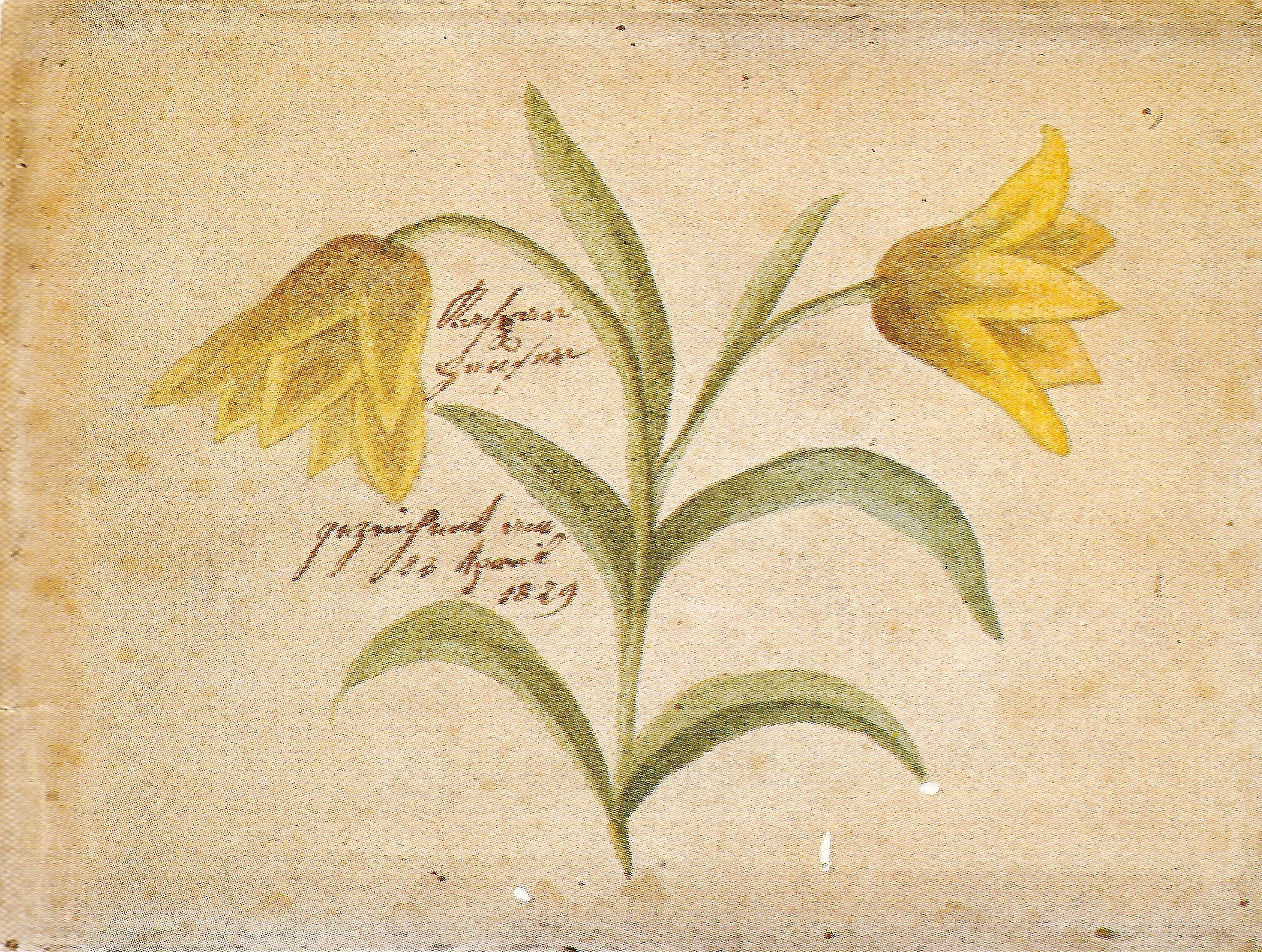
Kaspar Hausers (vermoedelijk eerste) aquarel, van 22 april 1829

Het ontzenuwen van de prins-theorie betekent uiteraard niet dat alles gelogen was, al bleek zowel uit zijn eigen verhaal als uit de reacties van zijn latere verzorgers dat hij buitengewoon veel loog. Enerzijds worden door degenen die hem opvingen kenmerken van "failure to thrive" beschreven, anderzijds waren vele elementen hiermee in tegenspraak. Voor failure to thrive werd wel eens de term kaspar hauser-syndroom geopperd, maar dit is duidelijk misplaatst. Zo zou de door hem beschreven mate van verwaarlozing en mishandeling veel ernstiger gevolgen voor zijn lichamelijke en psychische ontwikkeling gehad moeten hebben; volgens psychiater Karl Leonhard (1904-1988) hadden de door Hauser beschreven omstandigheden ertoe moeten leiden dat hij veel ernstiger verstandelijk beperkt had moeten zijn, of zelfs zijn geisoleerd verblijf in de kerker nooit zou hebben overleefd. Hij was wel klein van gestalte en had weinig ontwikkelde spieren maar zag er gezond en goed gevoed uit, vertoonde met de kennis van die tijd geen tekenen van vitaminetekorten. Met name valt nergens uit op te maken dat hij enig symptoom van rachitis vertoonde, terwijl de door hem weergegeven omstandigheden hier door het tekort aan ultraviolet licht vrijwel zeker toe hadden moeten leiden. Hij had juist een normale huidskleur en een uitzonderlijk goede fijne motoriek; ook leerde hij verbazingwekkend snel.

Personen die in de eerste dagen met hem te maken hadden gehad herinnerden zich later opmerkingen van zijn kant die inconsistent waren ten opzichte van wat toen genoteerd werd: zo had hij zich tegenover de schoenmaker laten ontvallen uit Regensburg te komen en tegenover von Wessenigs bediende dat hij dagelijks de grens was overgestoken om naar school te gaan. Frappant, zeker in het licht van het feit dat een tweede aanslag hem uiteindelijk het leven zou kosten, zijn de woorden die hij op zijn sterfbed tegen pastoor Fuhrmann zei: "Waarom zou ik wrok of kwaadheid voelen tegenover de mensen, aangezien niemand mij iets heeft gedaan?"

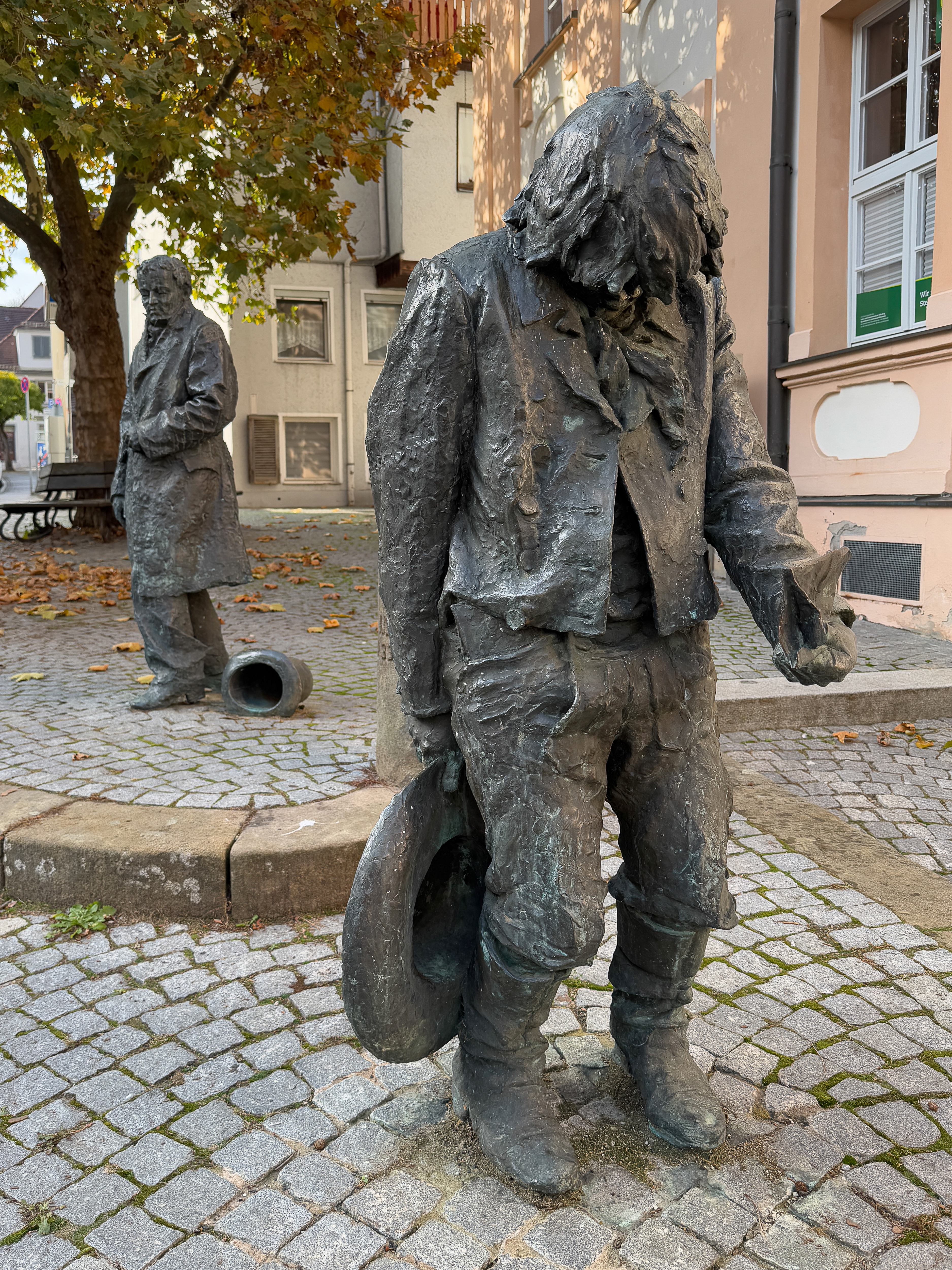
Kaspar Hauser als edelman en vondeling, beelden (1981) door Friedrich Schelle in Ansbach

Ondanks het feit dat Hauser volgens de eerste waarnemingen nauwelijks kon praten publiceerde Binder na zes weken al verregaande conclusies over wat hem zou zijn aangedaan. Feuerbach, Stanhope en vele anderen borduurden hierop verder. Striedinger wijst op vele onwaarschijnlijkheden: bijvoorbeeld dat hij in één les (in de donkere kerker) zijn naam zou hebben leren schrijven, in een volgende wat leren lezen en daarna van de ene op de andere dag kon staan en lopen. Gezien Hausers herhaaldelijk vermelde pathologisch liegen kan niet worden uitgesloten dat hij, hoewel er wel aanwijzingen waren voor verwaarlozing en in feite ook mishandeling, zijn verhaal sterk heeft aangepast aan de hem gestelde vragen. Het vervolgens consistent hieraan vasthouden noemt Leonhard (in een tijdperk nog voor het gebruik van de DSM als standaard) paranoïde; maar hij noemt hem op de eerste plaats theatraal. Ook Stanhope werd door anderen nadrukkelijk op dit laatste kenmerk gewezen, toen hij met Hauser in Hongarije was. Ook zijn sterk toenemende ijdelheid en verwaandheid - die men in de DSM als narcistisch zou duiden - worden als bron van grote ergernis genoemd door meerdere personen in zijn directe omgeving. De arts Richard Rahner kwam in 1925 tot de conclusie dat het om een hysterische psychopaat met pseudologia phantastica ging. Striedinger nuanceert dat hij waarschijnlijk geen planmatig werkende oplichter was, maar een hystericus die door de omstandigheden en zijn aanpassingsproblemen steeds verder tot bedrog gedreven werd. Retrospectief kwam hij waarschijnlijk niet met een oplichtersplan naar Neurenberg (zoals zowel Walther Schreibmüller, Eduard Engel als Julius Meyer eveneens aangeven) en probeerde hij in eerste instantie inderdaad soldaat te worden.
Volgens autisme-deskundige Uta Frith zijn er op het eerste gezicht enkele kenmerken die tot de conclusie zouden kunnen leiden dat Hauser een vorm van autisme had. Zijn manier van waarnemen, zijn armoedige taalgebruik, zijn zin voor orde, zijn naïviteit en gebrek aan wereldwijsheid hadden mogelijk andere oorzaken dan alleen het langdurige isolement. Toch zijn er volgens Frith meer argumenten tegen autisme en valt hij niet in dit spectrum onder te brengen. Hij kon bijvoorbeeld heel snel leren (praten en communiceren, hechten aan voorwerpen). Bovendien was er sprake van een wederzijdse relatie met zijn omgeving (behagen, bewustzijn van reacties en belangstelling, zich aan anderen hechten). Frith vergelijkt Kaspar Hauser met Victor van Aveyron, een enigszins vergelijkbaar voorbeeld van een wolfskind. Victor lijkt meer autistische trekken te hebben dan Hauser.
Aangezien hij niet meer onderzocht kan worden is het stellen van een psychiatrische diagnose niet mogelijk, maar er worden wel veel aanwijzingen gezien voor met name een Cluster B persoonlijkheidsstoornis.
De herkomst van Kaspar Hauser blijft een raadsel. Het staat enkel vast dat deze West-Europees was en zeer waarschijnlijk Beieren: Hoewel hij na zijn opduiken vooral te maken had met het Oost-Opperfrankisch dialect bleek hij het oude Beierse dialect te (blijven) beheersen.

## Inspiratiebron
Vooral na zijn leven heeft Kaspar Hauser veel kunstenaars geïnspireerd en hun creativiteit aangewakkerd. Beroemde voorbeelden in de kunst waartoe Hauser inspireerde waren vooral romantische werken in de 19e eeuw. Maar ook in de 20e eeuw namen kunstenaars het thema op.
Jerzy Kosinski's satire Being There (1970, in 1979 verfilmd door Hal Ashby) voert een vergelijkbare, in geisoleerde omstandigheden opgegroeide (zij het al tuinierend en video's kijkend), hoofdpersoon op.

### Romans
- (de) Caspar Hauser oder Die Trägheit des Herzens (auteur: Jakob Wassermann) op Project Gutenberg
- (de) Röttger, Karl (1933): Kaspar Hausers letzte Tage oder Das kurze Leben eines ganz Armen. Ein dokumentarischer Roman. Zsolnay.[49]
- (de) Otto Flake (1950): Kaspar Hauser. Vorgeschichte, Geschichte, Nachgeschichte. Der Tatsagenbericht. Mannheim: Kessler
- (de) Karl Anton Vogt (1950): Kaspar Hauser - Der Findling Europas. Historischer Roman. Landstuhl: KV-Verlag
- (de) Peter Handke (1967): Kaspar. Frankfurt am Main: Suhrkamp ISBN 3518103229-9780809015467
- Louis Ferron (1977): Turkenvespers De Bezige Bij ISBN 9789023405986
- Kristien Dieltiens (2012): Kelderkind De Eenhoorn ISBN 9789058388223

### Novelle
- (de) Ruth Schaumann (1936): Ansbacher Nänie. Grotesche.[50]

### Toneel
- (fr) Anicet-Bourgeois, Auguste; d'Ennery, Adolphe Philippe, Gaspard Hauser, drame en quatre actes (1838) – via Google Books.
- (de) Erich Ebermayer (1926): Kaspar Hauser. Dramatische Legende in zehn Bildern
- (de) Peter Handke (1967): Kaspar
- Stefan Hertmans (1993): Kopnaad
- (de) Lisa Charlotte Bouduin Lie (2017): Kaspar Hauser - oder Die Ausgestossenen könnten jeden Augenblick angreifen!
- (de) Manuel Kreitmeier (2021): Kaspar Sternenkind[51]

### Gedichten

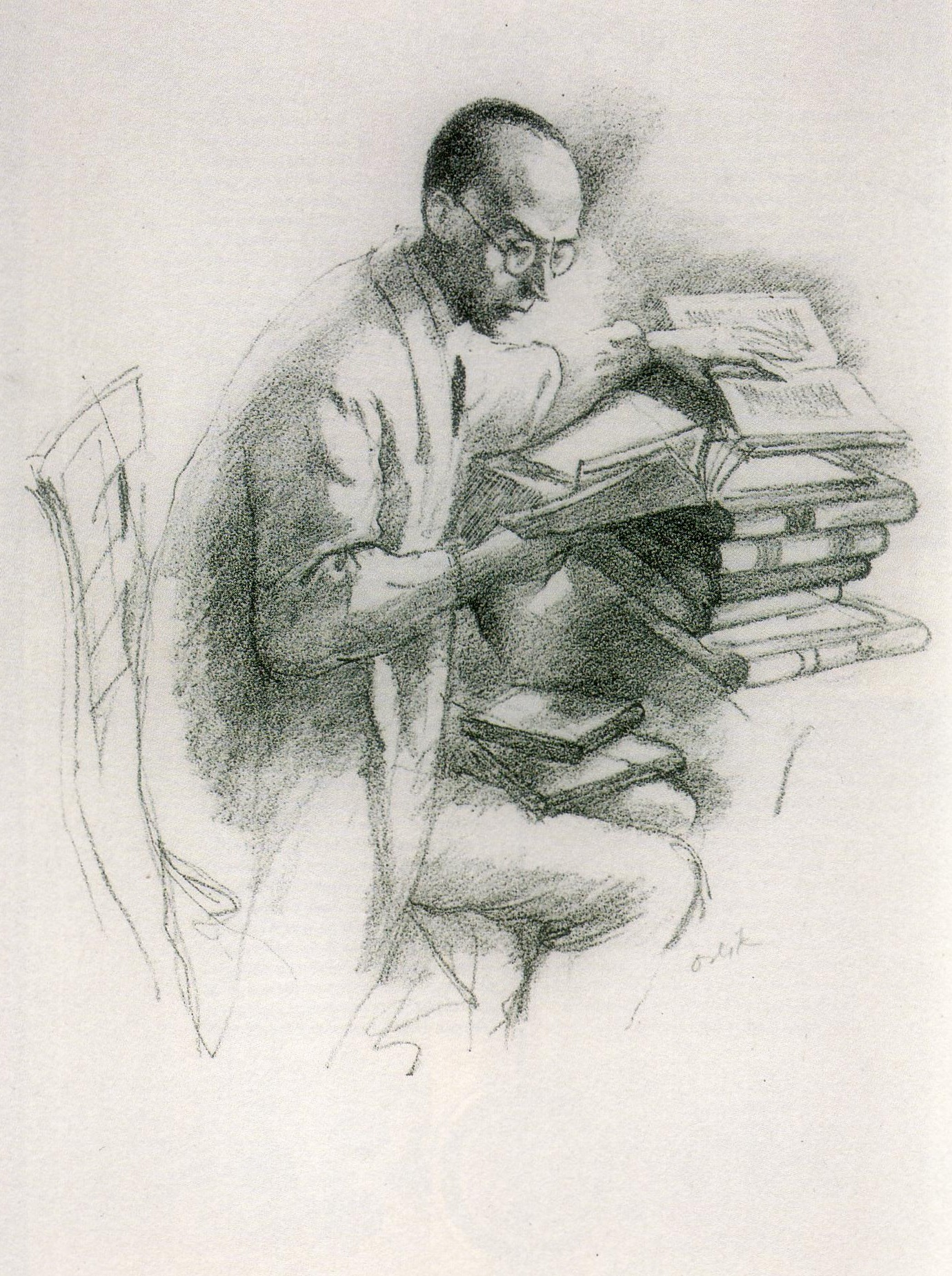
Klabund (Alfred Henschke), lithografie (1915) door Emil Orlík

- (fr) Paul Verlaine (1880): Gaspard Hauser chante. Sagesse III[52] (Geschreven tijdens zijn gevangenschap)
- (de) Dehmel, Richard, Lied Kaspar Hausers (Nach Verlaine). Erlösungen. Projekt Gutenberg-DE (1891) – via projekt-gutenberg.org.
- (de) Georg Trakl (1913): Kaspar Hauser Lied[53] Trakl zei in dit varband over zichzelf: "Ik zal altijd een arme Kaspar Hauser zijn"
- (de) Jean Arp (1912):kaspar ist tot[54]
- (de) Klabund (1922): Der arme Kaspar. Erich Reiß[55]
- Jan Slauerhoff (1947): Kaspar Hauser. Verzamelde gedichten. Deel 1 (Heruitgave van 1941)[56]
- (en) David Constantine (1994): Caspar Hauser: a poem in nine cantos. Bloodaxe Books ISBN 9781852242992
- Menno Wigman (2004): Kaspar Hauser. Dit is mijn dag. Prometheus[57] ISBN 9789044637823
- (de) Paul Heinrich: Hauser: Gedichte. Nachttischbuch (2012) ISBN 978-3937550206
- (fr) Laure Gauthier: kaspar de pierre. La Lettre Volée (2017)[58] ISBN 9782873174934

### Multimediaal project
- Annemarie Estor en Lies Van Gasse: Het Boek Hauser. Wereldbibliotheek (2013) ISBN 9789028425422

### Stripverhaal

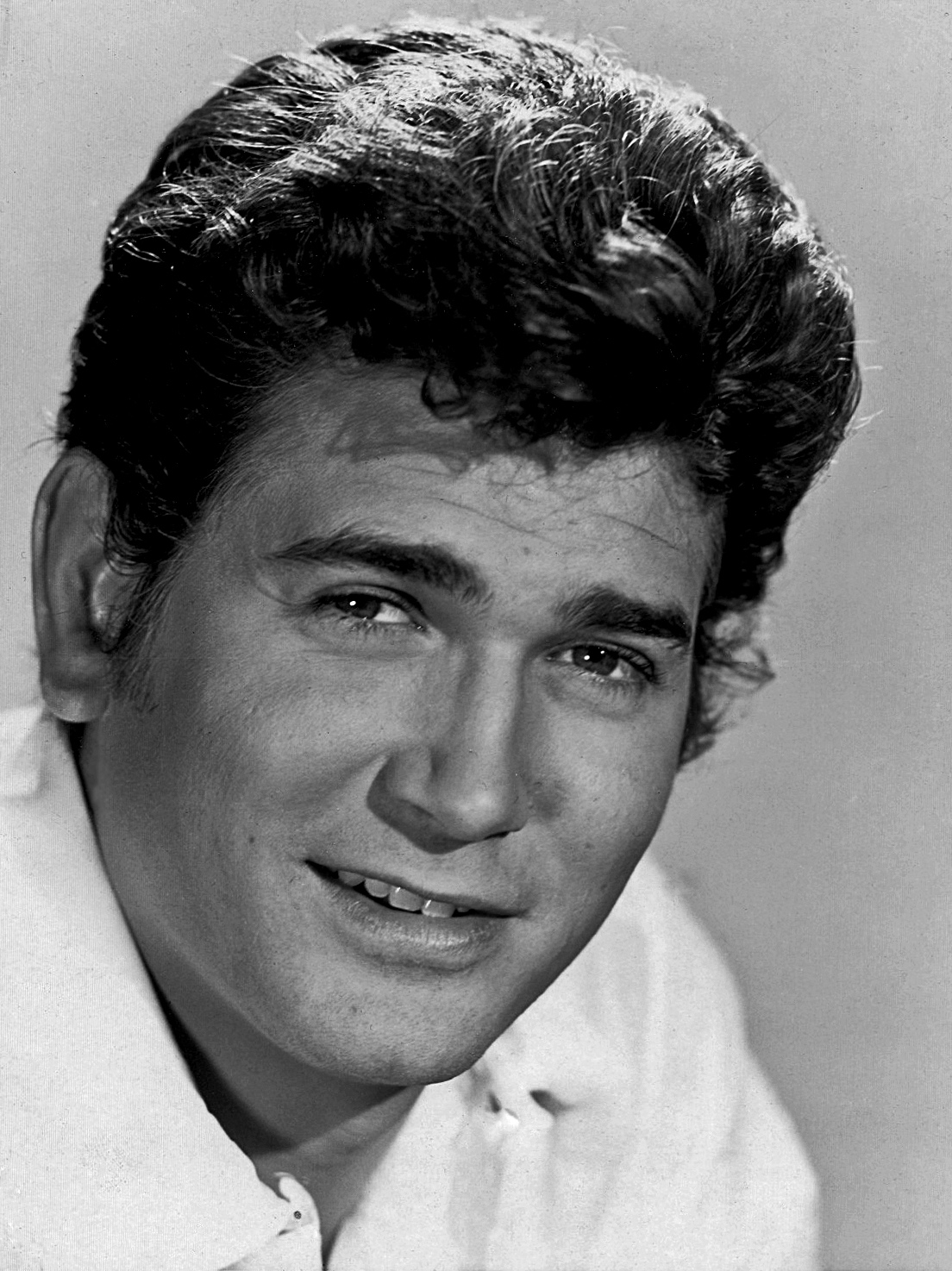
Michael Landon (1936-1991) in de 60er jaren

- Bart Proost, Criva en Verhast: Kaspar Hauser: in het oog van de storm. Saga (2019)[59] ISBN 9789085526049

### Films
- (de) [Die Tragödie des] Kaspar Hauser - stomme film van Kurt Matull (1915)
- (en) The Mystery of Caspar Hauser - Arthur Hiller (1956), televisiefilm uit de serie Telephone Time, met Michael Landon als Hauser
- (fr) L'Orphelin de l'Europe (La Caméra explore le temps) - Stellio Lorenzi (1958), televisiefilm met medewerking van André Castelot en Alain Decaux
- (de) Der Fall Kaspar Hauser - Robert Adolf Stemmle (1966), driedelige televisieserie
- (de) Jeder für sich und Gott gegen alle - Werner Herzog (1974), met Bruno Schleinstein in de hoofdrol vanwege enige overeenkomsten in diens leven
- (de) Kaspar Hauser - Peter Sehr (1993)
- (it) La leggenda di Kaspar Hauser - Davide Manuli (2012)
- (en) Kaspar - Diane Obomsawin: korte animatiefilm (2012)[60]
- (galicisch)O quinto evanxeo de Gaspar Hauser (Het vijfde evangelie van Kaspar Hauser) - Alberto Gracia (2013)

### Muzikale werken
- (de) Sekunden und Jahre des Caspar Hauser - opera van Reinhard Febel (1992)
- (de) Epitaph für Kaspar Hauser - modern orgelwerk van Claus Kühnl (1997)
- (en) Kaspar Hauser: a foundling's opera - Elizabeth Swados (2009)[61]
- (en) Kaspar Hauser - Child of Europe - opera van Rory Boyle (2010)
- (de) Kaspar Hauser - opera van Hans Thomalla (2013)[62].
- Kaspar Hauser - ballet van Birgit Scherzer (1994)
- Kaspar Hauser - ballet van Tim Plegge (2016)
- (de) Kaspar Hauser - Aenigma eternum, symfonisch gedicht van Walter Kiesbauer (2018)

### Popmuziek
- (fr) Gaspard - Georges Moustaki (1969) met de tekst van Verlaines gedicht, op het album Le métèque
- (de) Kaspar - Reinhard Mey (1969), hij nam dit meermaals opnieuw op, het werd in 2002 gecoverd door BAP.
- (en) Wooden Horse (Casper Hauser's song) - Suzanne Vega op haar album Solitude Standing (1987)[63]
- (en) Subterranea - IQ, album (1997) gebaseerd op de geschiedenis van Kaspar Hauser[64]
- (de) Kaspar Hauser - Dschingis Khan (2002) op het album Rom
- (fr) Comme dit verlaine - Les Tit'Nassels (2006), eveneens gebaseerd op Verlaines gedicht
- (en) The Legend of Kaspar Hauser - Vitalic (2012) elektronummer op zijn album Rave Age
- (en) Every Man For Himself ... And God Against All - Pyogenesis (2017) op hun album A Kingdom to Disappear

### Pseudoniem
De schrijver Kurt Tucholsky gebruikte Kaspar Hauser als pseudoniem.
Vanwege het zich geboycot voelen door andere hoogleraren filosofie noemt Arthur Schopenhauer in het voorwoord van Über den Willen in der Natur zichzelf "hun Caspar Hauser, bijna veertig jaar zo zorgvuldig afgesloten van licht en lucht dat geen geluid zijn bestaan aan de wereld kon verraden".
In het boek Prospero Burns (Horus Heresy 15) van Dan Abnett verschijnt het weeskind Kasper Ansbach Hawser dat als speeltje een houten paardje heeft.

### Eponiemen

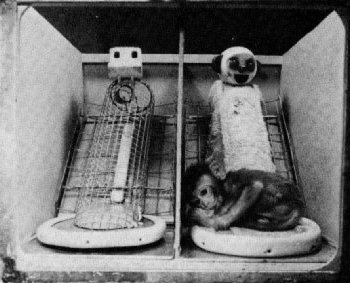
Kaspar hauser-experiment (1958) van Harry Harlow, waarbij het belang van huidcontact voor hechting, bij resusaapjes, werd aangetoond

Een wetenschappelijke onderzoeksmethode staat bekend als het naar hem genoemde kaspar hauser-experiment of deprivatie-experiment. Daarbij laat men een jong dier opgroeien onder beperking van prikkels van buitenaf, en vooral zonder dat het contact heeft met soortgenoten; dit met name om na te gaan of een bepaalde eigenschap aangeboren is of aangeleerd. Zeer bekend werden de nu onethisch geachte kaspar hauser-experimenten met emotioneel gedepriveerde resusaapjes van Harry Harlow, die onder andere aantoonde dat hun hechting eerder door huidcontact gebeurde dan door het gevoed worden.
De Amerikaans-Duitse psychiater-psychoanalyticus Alexander Mitscherlich stelde in 1963 dat in de huidige "vaderloze maatschappij" de vader onzichtbaar is geworden voor de zoon en dat er daardoor niet meer sprake is van een oedipuscomplex maar van een kaspar hauser-complex.
De minder goed gekozen term kaspar hauser-syndroom werd hoger vermeld.
In Ansbach vinden nog om de twee jaar de 'Kaspar-Hauser-Festspiele' plaats.

## Galerij

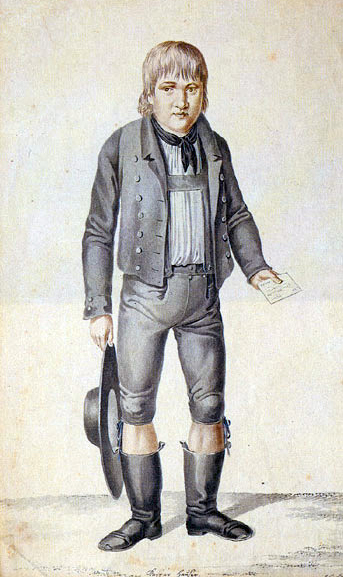
Kaspar Hauser, door Johann Georg Laminit (1830)
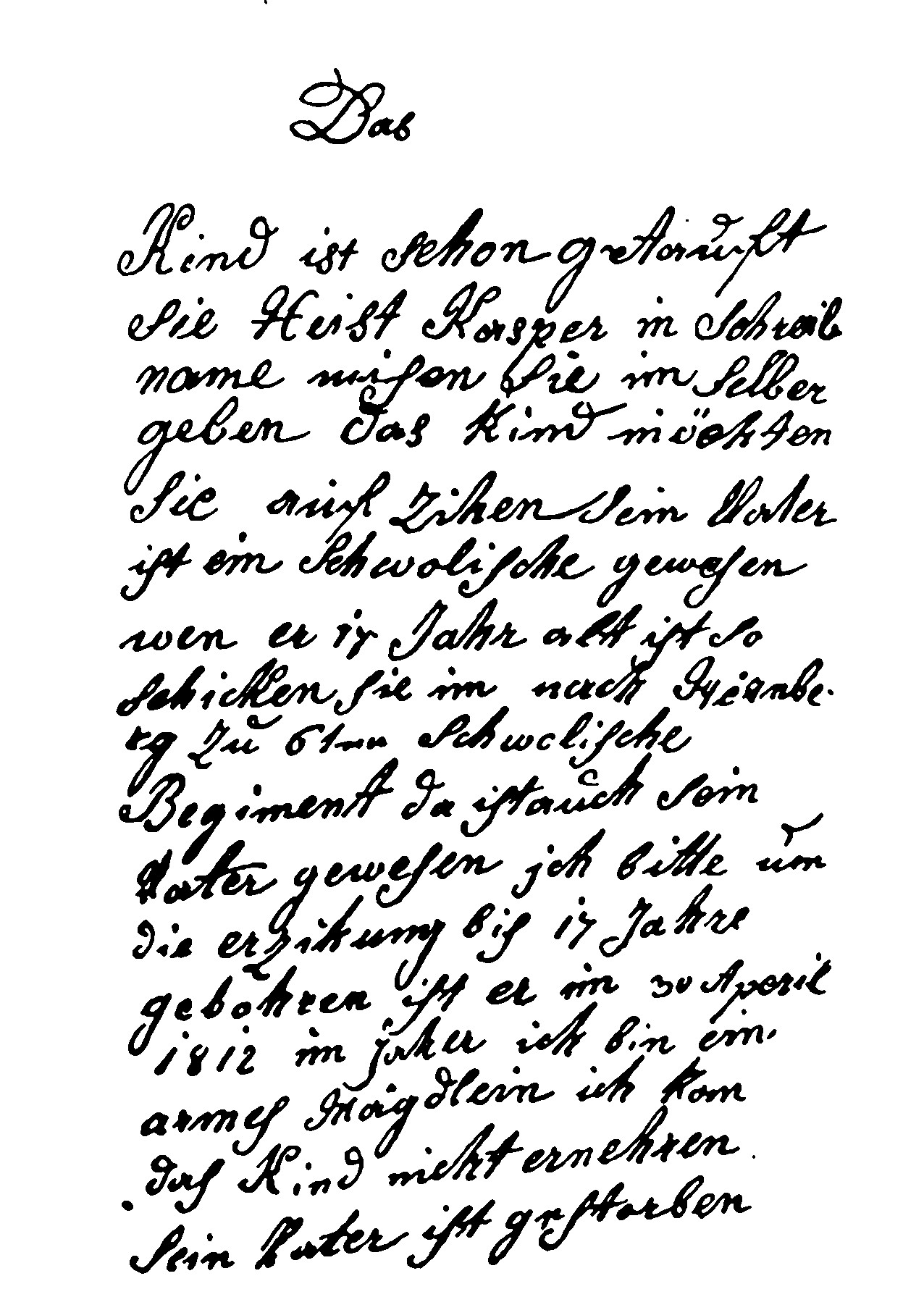
Kaspar Hausers veronderstelde brief van zijn moeder uit oktober 1812
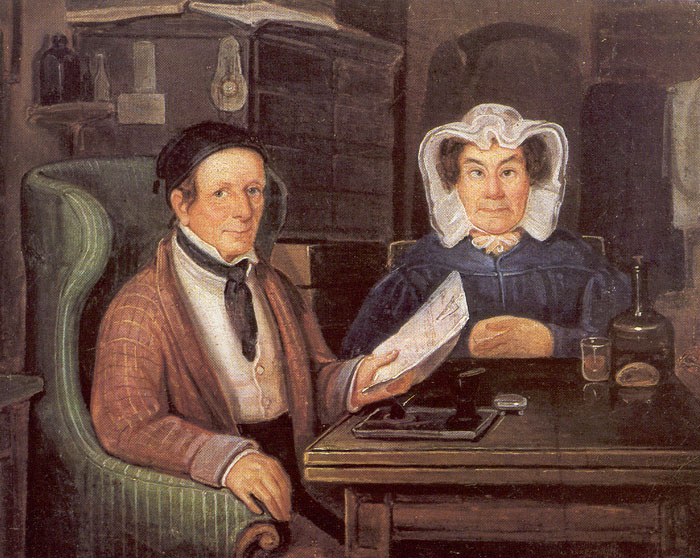
Andreas Hiltel en zijn vrouw, eerste verzorgers van Kaspar Hauser, in 1834
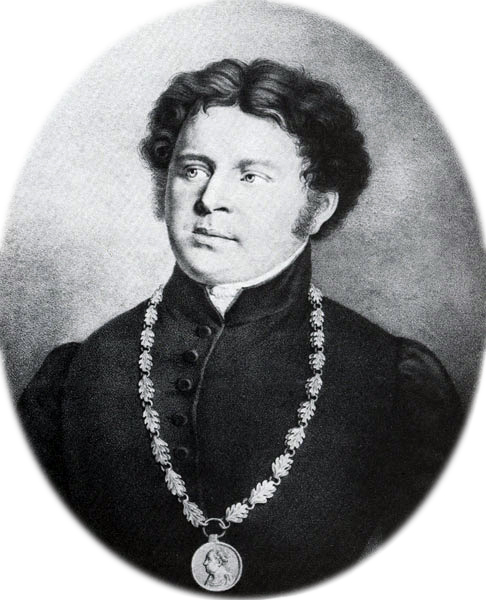
Jakob Friedrich Binder (1787-1856), eerste burgemeester van Neurenberg
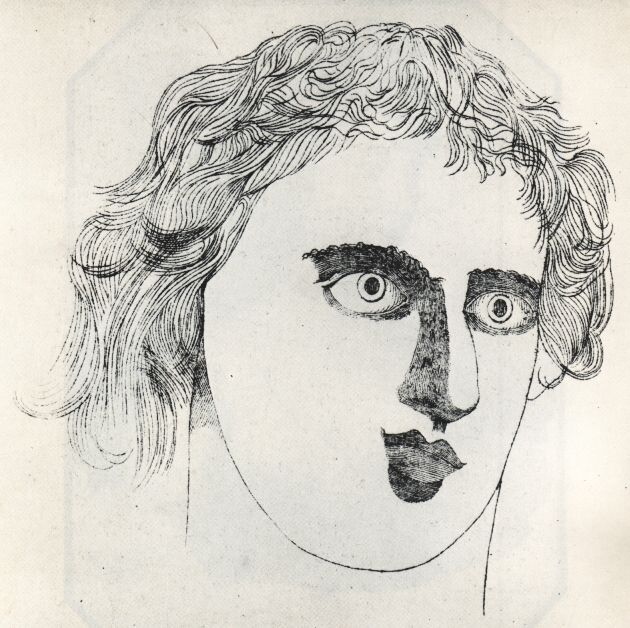
Door Kaspar Hauser in 1828 getekend (zelf-?)portret
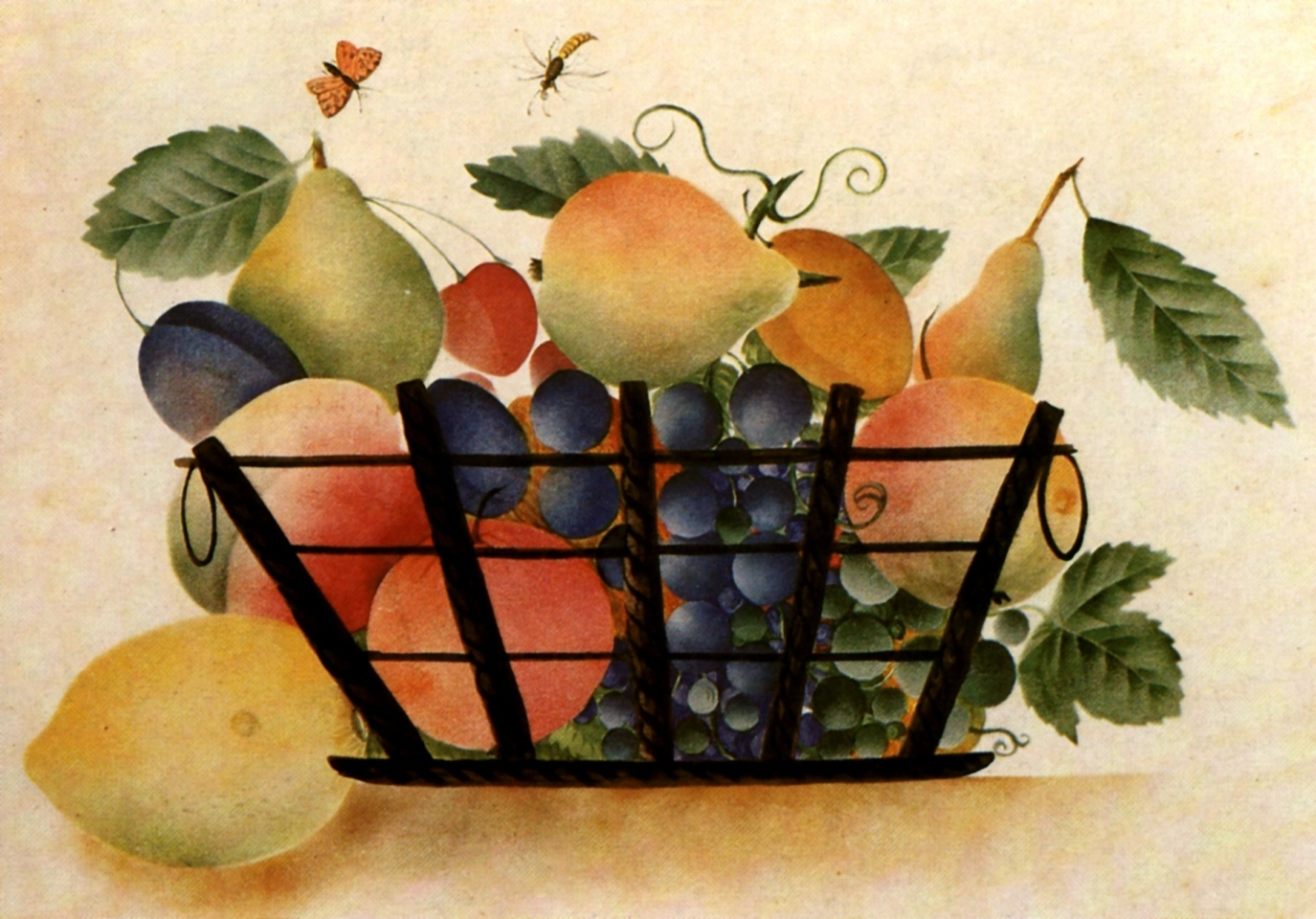
Aquarel door Kaspar Hauser
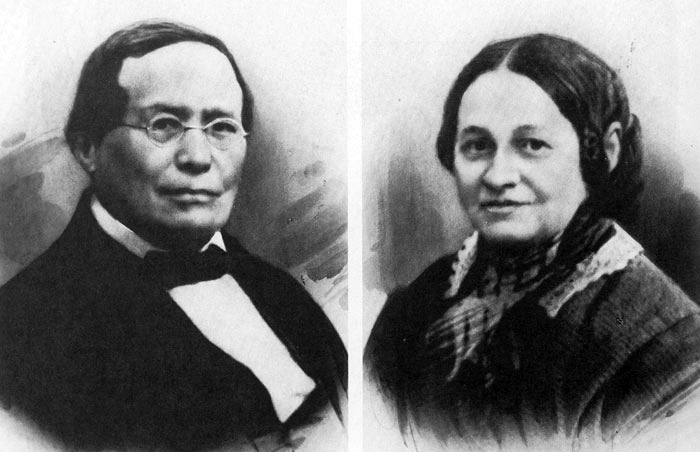
Johann Georg Meyer en zijn vrouw Henriette Magdalene
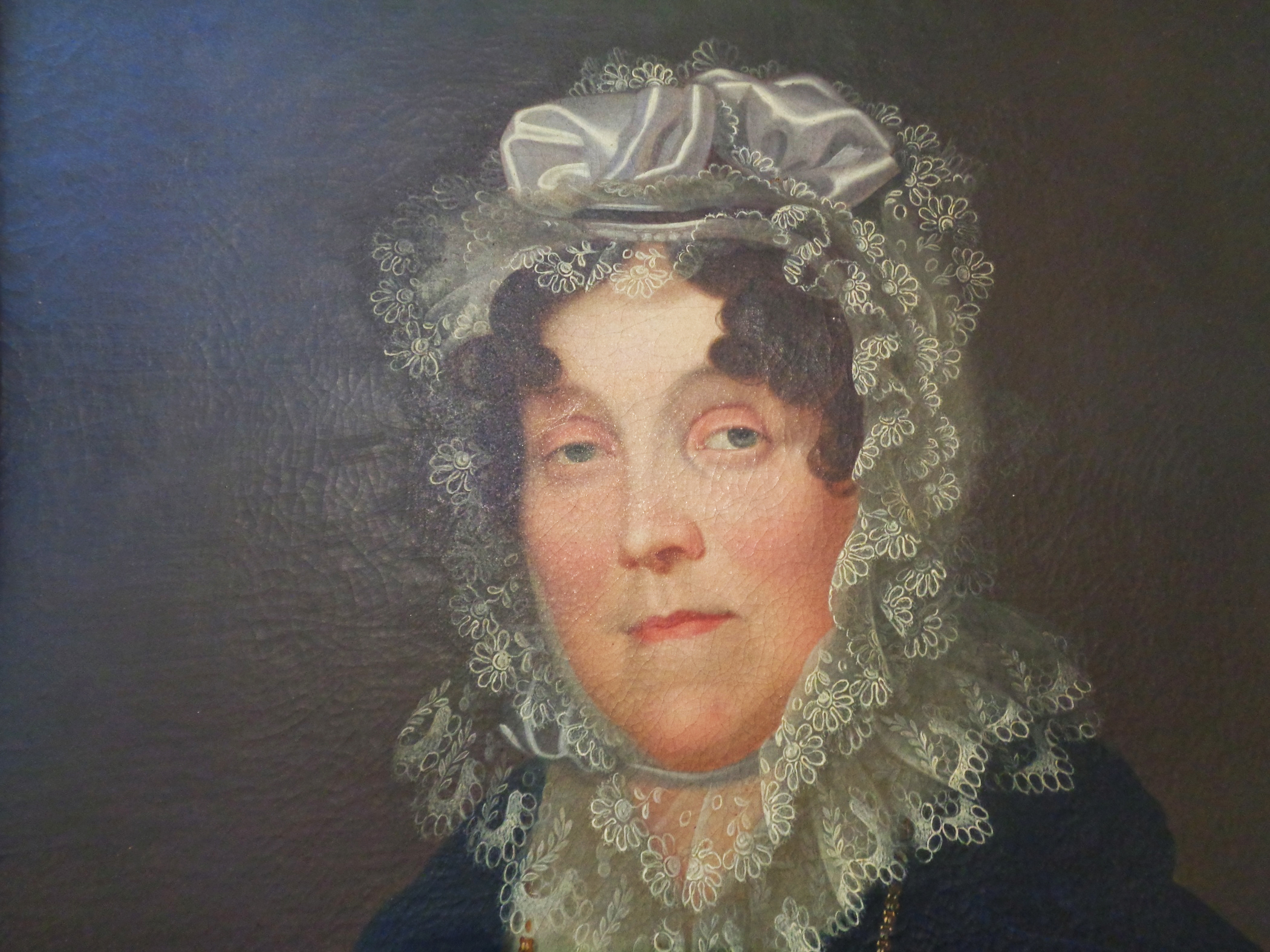
Markgravin Amalia van Hessen-Darmstadt, schilderij in Slot Bruchsal
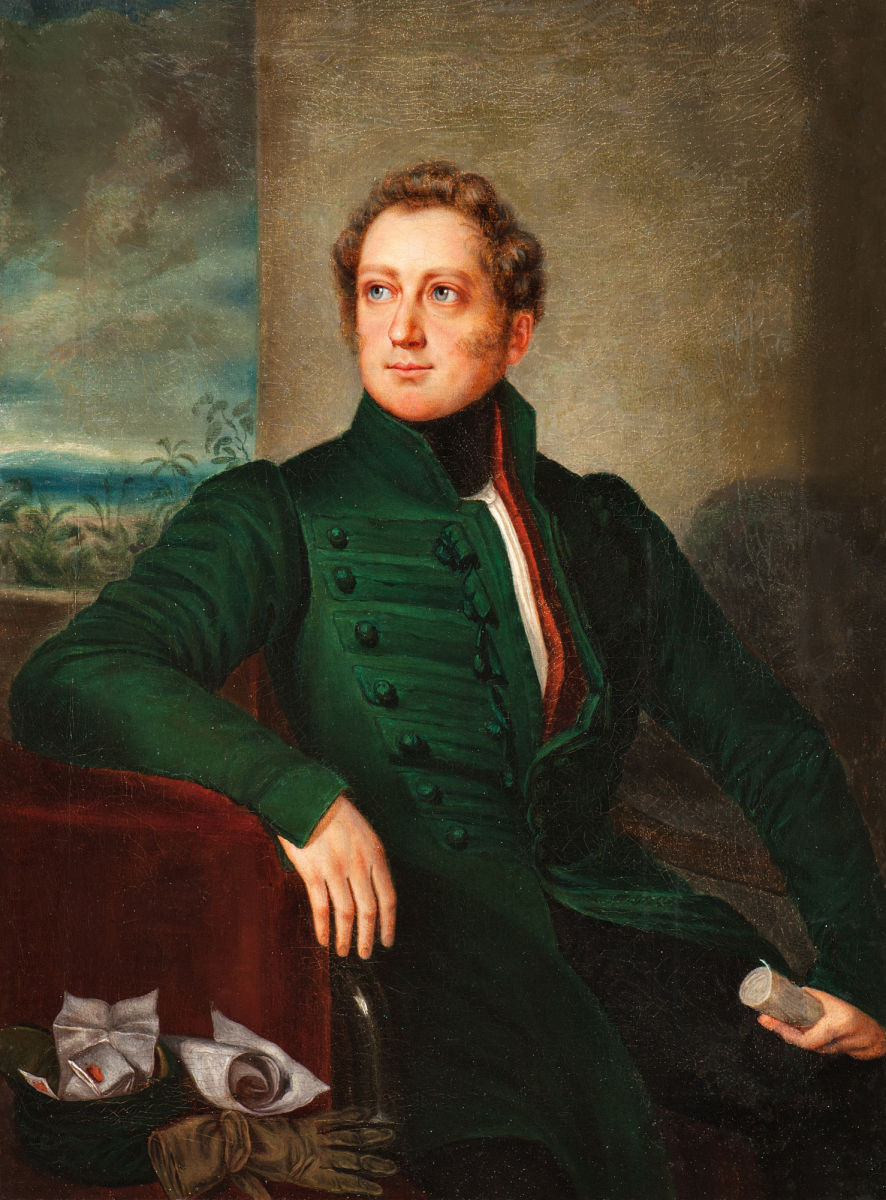
Leopold van Baden, schilderij door Franz Xaver Winterhalter
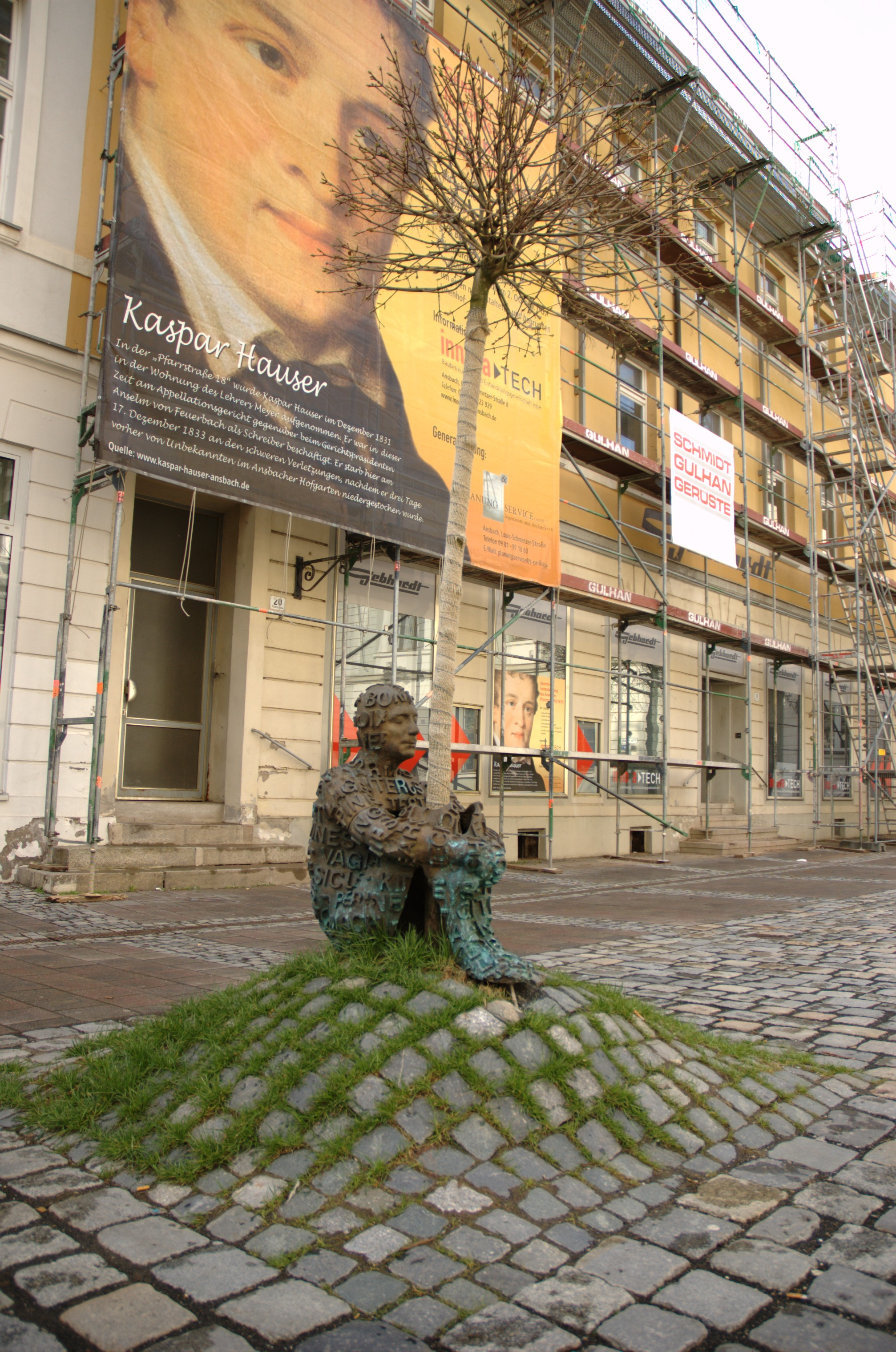
Kaspars Baum, beeld door Jaume Plensa voor Hausers woonhuis in Ansbach